# 自殺・自決・自害した日本の著名人物一覧
自殺・自決・自害した日本の著名人物一覧（じさつ・じけつ・じがいしたにっぽんのちょめいじんぶついちらん）とは、自殺した又は自殺したとされる日本の著名な人物の一覧。

## 自殺した著名人一覧
本節の一覧には明治から現在までの人物を収載する。江戸時代以前の人物については「#近代以前」を参照。
その自殺について強い疑義のある者に関しては「#その自殺に強い疑義のある者」を参照。
著名活動を行っていない人物（特筆性のない人物）については掲載しない。重大事件の犯人が自殺した場合や、自殺事件そのものに特筆性がある場合でも、その自殺者が著名活動を行っていなかった場合は掲載しない。（Wikipedia:独立記事作成の目安#ニュース報道等、Wikipedia:ウィキペディアは何ではないか#ウィキペディアは新聞ではありませんも参照）
凡例
- デフォルトでは没年月日の降順に配列。
- 没年齢は満年齢を表記。ただし、正確な生年月日が不明な一部の人物については便宜的に数え年を記載（アスタリスク付きの年齢は数え年）。
- 没年月日の欄のアスタリスク付き（**）の日付は遺体発見日である。
- 軍人は死後の昇進・特進後の最終階級ではなく、死亡時の階級を記載。
- 警察など信頼できる場所から手段が明かされていない場合、手段は記載しない。

| 氏名           | 職業/肩書き/地位                           | 手段           | 没年齢 | 没年月日         | 備考/補足/関連 |
| -------------- | ------------------------------------------ | -------------- | ------ | ---------------- | --- |
| 竹内英明       | 政治家、元県議                             |                | 50歳   | 2025年1月18日    | 元兵庫県議会議員。姫路市内の自宅の書斎で意識のない状態で見つかり、搬送先の病院で死亡が確認された。兵庫県の内部告発文書問題に関する調査を行なっていたことに絡み、誹謗中傷と脅迫を受けていたという。 |
| 坂間叶夢       | ボクサー                                   | 飛び降り       | 20歳   | 2024年3月17日    | 千葉県の鋸山で飛び降り自殺。3月18日にユース王座の初防衛戦を予定していたが、16日に体調不良が原因で試合が棄権になった。 |
| 芦原妃名子     | 漫画家                                     |                | 50歳   | 2024年1月29日**  | 『姉系プチコミック』にて『セクシー田中さん』を連載中だった。1月26日に同作のドラマ化の際の脚本をめぐるトラブルを自身のSNSで明かしたが、28日に投稿を削除し、直後に失踪。捜索願が出されていた。 |
| ryuchell       | タレント                                   | 首吊り         | 27歳   | 2023年7月12日    | 東京都渋谷区の自身が代表を務める個人事務所（比嘉企画、元妻のpecoとともにタレントとしても所属）内で首を吊って死亡していた。現場の状況から警視庁は自殺とみている。 |
| 千葉美裸       | 女優                                       |                | 36歳   | 2022年12月       | 自宅で自殺とみられる状態で発見された。死の数ヶ月前には『週刊女性』を通じて園子温を性加害者として告発していた。 |
| 草田草太       | イラストレーター                           |                | 29歳   | 2022年10月5日    | ゲーム『艦隊これくしょん』の一部艦隊のキャラクターデザインなどを担当。夫の報告により、衝動的なものだったとされる。 |
| 上島竜兵       | お笑いタレント、俳優                       | 首吊り         | 61歳   | 2022年5月11日    | お笑いトリオダチョウ倶楽部メンバー。東京都中野区の自宅で妻の広川ひかるが発見。救急搬送されたが、午前1時頃に死亡が確認された。 |
| 渡辺裕之       | 俳優                                       | 首吊り         | 66歳   | 2022年5月3日     | 自宅にて死亡しているところを家族によって発見された。所属事務所が自殺と発表。 |
| 坂本鉄男       | 文学者（伊文学者）                         | 心中/自刃/割腹 | 92歳   | 2022年4月28日    | イタリア・ローマの自宅浴槽にて倒れている状態で発見された。また、ベッドでは90歳の妻も死亡しており、妻を鈍器で殺害した後に自殺したと見られている。 |
| 神田沙也加     | 女優                                       | 飛び降り       | 35歳   | 2021年12月18日   | ミュージカル公演のため滞在中の札幌市内ホテル14階屋上で倒れている神田を捜索中の北海道警札幌中央署が発見。「他人の関与はなく自殺」と見られている。 |
| 八杉将司       | 作家                                       | 首吊り         | 49歳   | 2021年12月12日   | 自宅の物置で首を吊っているところを近隣住民が発見。 |
| 柴田大輔       | 元暴走族                                   | 自刃           | 42歳   | 2021年11月28日   | 暴走族グループ関東連合のOB。工藤明男の名で執筆活動も行っていた。連絡がとれないことを心配した会社関係者が自宅で発見したことで発覚した。当時、精神安定剤を服用しており、衝動的に自らの身体を刃物で切りつけたとされている。                                                                                              |
| 小川知男       | 地方公務員、造形作家                       | 首吊り         | 47歳   | 2021年9月29日    | 兵庫県福崎町役場地域振興課職員。同町のゆるキャラである河童のガジロウの生みの親で、妖怪を使った町おこしをした中心人物だった。姫路市の芝生広場で首を吊った状態でいたのを通行人が発見。同町役場職員の自殺は相次ぎ、健康福祉課の33歳女性職員の首吊り死体も10月2日に見つかっている。                                       |
| 瀧本憲治       | 実業家                                     | 自刃/手首      | 49歳   | 2021年6月8日     | 前maneo社長。日比谷公園のトイレで自殺しているところを清掃員が発見。「手首を切っており、近くには刃物が落ちていた」と証言されている。 |
| 帯谷信弘       | 元総合格闘家                               | 心中/練炭      | 40歳   | 2021年4月22日    | 遺体が発見された車の中には妻と息子2人の刺殺体も発見されており、3人を刺殺した後に自殺を図った無理心中とみられる。 |
| 窪寺昭         | 俳優                                       |                | 43歳   | 2020年11月13日   | 東京都中野区の自宅でぐったりしている状態で見つかり、搬送先の病院で死亡が確認された。自殺とみられている。 |
| 嶋田功         | 元騎手、元調教師                           |                | 74歳   | 2020年10月19日   | 東京都港区で亡くなっている状態で発見された。自殺とみられている。 |
| 津野米咲       | ミュージシャン                             |                | 29歳   | 2020年10月18日   | ロックバンド赤い公園のリーダーで、ギター・コーラス担当。東京・杉並区の住宅でぐったりしている状態で発見され、搬送先の病院で死亡が確認された。自殺とみられている。 |
| 月乃のあ       | 元アイドル                                 | 飛び降り       | 18歳   | 2020年9月30日    | アイドルグループヲルタナティヴの元メンバー。14時55分に名古屋市内のホテルから飛び降り、死亡が確認された。家族とファンへの謝罪の言葉と、ヲルタナティヴ卒業後に勤めたコンカフェの関係者3人（店舗オーナー、プロデューサー、プロデューサーの友人）の実名が明記され「全員嫌い」と記された遺書が残っていた。                 |
| 竹内結子       | 女優                                       | 首吊り         | 40歳   | 2020年9月27日    | 東京都渋谷区の自宅クローゼット内で首を吊っているところを、夫で俳優の中林大樹が発見。 |
| 藤木孝         | 俳優                                       |                | 80歳   | 2020年9月20日    | 東京都中野区の自宅で死んでいる藤木を帰宅した息子が発見。死因は不明。発見時の様子から自殺と見られている。 |
| 芦名星         | 女優                                       | 首吊り         | 36歳   | 2020年9月14日    | 東京都新宿区の自宅マンションで死亡している芦名を親族が発見。現場の状況から自殺を図ったと見られている。 |
| 三浦春馬       | 俳優                                       | 首吊り         | 30歳   | 2020年7月18日    | 予定時刻に仕事現場に現れず、港区の自宅マンションを訪ねたマネージャーがクローゼットで首を吊っているところを発見。搬送先の病院で死亡を確認。 |
| 鷹野日南       | アイドル                                   | 飛び降り       | 20歳   | 2020年7月10日    | 女性アイドルグループ「KissBee」の結成時からのメンバーであり初代リーダー。同月13日に公式Twitterで訃報が公表されたが死因は公表されていなかった。その後、週刊新潮の同月30日号にて飛び降り自殺と報道されている。 |
| 木村花         | 女子プロレスラー                           | 硫化水素       | 22歳   | 2020年5月23日    | スターダム所属の女子プロレスラー。遺書を残し自宅マンションの寝室で自殺。リアリティ番組『テラスハウス』出演時の不穏当な言動がきっかけでSNS上で誹謗中傷を受けていた。 |
| 春日錦孝嘉     | 元力士                                     |                | 44歳   | 2020年4月24日    | 2021年8月20日に公開された貴闘力忠茂の動画内で1年ほど前に亡くなっていたことが明かされた。警察の発表では自殺とされている。 |
| 三宅雪子       | 政治家、元衆院議員                         | 入水           | 54歳   | 2020年1月2日**   | 2009年の第45回衆議院議員総選挙で大量当選した小沢ガールズの1人。2012年の落選後も小沢一郎と行動を共にしていたが、所属していた生活の党支持者（を名乗る人物）との間でトラブルを抱えていた。2020年1月、東京都内の海岸で遺体が発見される。                                                                                  |
| 桂三弥         | 落語家                                     | 入水           | 47歳   | 2019年6月4日     | 当初は病死と発表されていたが、後に自殺であることが実兄から明かされた。 |
| 大本萌景       | アイドル                                   | 首吊り         | 16歳   | 2018年3月21日    | 愛媛県松山市を拠点に活動していたローカルアイドルグループ「愛の葉Girls」のメンバー。遺族によると、自身の進路・学業との両立を巡って所属事務所との間でトラブルがあったとされている。 |
| 赤木俊夫       | 近畿財務局職員                             | 首吊り         | 54歳   | 2018年3月7日     | 森友学園問題を巡って、公文書改ざんを命じられた末に首を吊った状態で発見された。 |
| 石原伸司       | 元ヤクザ、元作家                           | 入水           | 79歳   | 2018年3月6日     | 自称・元暴力団組長で、夜回り組長と称して若者の非行防止や更生を支援する活動を行っていた。しかし、2017年10月26日に強盗殺人事件を、翌2018年3月6日には傷害事件を相次いで起こし、隅田川において入水自殺を遂げた。 |
| 芦沢一明       | 政治家、現職区議                           | 飛び降り       | 52歳   | 2018年3月3日     | 現職の東京都渋谷区議会議員。元同区議会議長。 |
| 西部邁         | 評論家                                     | 入水           | 78歳   | 2018年1月21日    | 従前から自死の意思を周囲に漏らしていて、遺書を残し多摩川へ入水したと当初報じられたが、状況に不審な点があった事から警察が捜査に乗り出し、その後、知人2人が自殺幇助容疑で逮捕された。 |
| 萩原慎一郎     | 歌人                                       |                | 32歳   | 2017年6月8日     | 学生時代のいじめ被害に起因する精神的不調により、歌集『滑走路』の出版直前に自殺。死去後、弟の萩原健也ら遺族に引き継がれ、同年末に同歌集が発売されると、自費出版の歌集としては異例のヒットを記録した。 |
| 櫻田真人       | 政治家、現職市長                           | 首吊り         | 52歳   | 2015年8月6日     | 現職の北海道北見市長。 |
| 児玉広志       | 競輪選手                                   |                | 46歳   | 2015年8月5日     | 2000年にKEIRINグランプリ（KEIRINグランプリ2000）優勝、賞金王。香川県小豆郡土庄町の自宅の浴槽内で死亡しているところを発見される。同年7月にストーカー規制法違反の疑いで逮捕され罰金刑が下っていた。 |
| 吉川徹         | 演出家                                     |                | 54歳   | 2015年7月29日    | かつて文学座に所属し、その後フリーとして活動した演出家。自身の54歳の誕生日の午前3時（2015年1月に妻が死亡した時刻）に自殺したとされている。 |
| 加瀬邦彦       | ミュージシャン、作曲家、音楽プロデューサー | 窒息           | 74歳   | 2015年4月20日    | ザ・ワイルド・ワンズリーダー。2014年に下咽頭癌を発症して以降、活動を休止し療養を続けていたが、東京都港区の自宅で呼吸用のチューブがふさがれた状態で発見された。 |
| 後藤浩輝       | 騎手                                       | 首吊り         | 40歳   | 2015年2月27日    | 日本中央競馬会所属の騎手。中央GI競走5勝を含む通算1447勝を挙げた。茨城県稲敷郡阿見町の自宅で首を吊っているところを発見される。2012年と2014年に頸椎骨折の大怪我を負うも復帰。順調に騎乗していたが、前週に再度落馬したばかりだった。                                                                                     |
| TENN           | ミュージシャン                             | 首吊り         | 35歳   | 2014年9月25日    | J-POPグループ「ET-KING」のメンバーで、MCを担当。死去から約3年後の2017年8月になり、TENNの弟が当時の妻宛の遺書を女性セブンに提供し、自殺の動機が明かされた。 |
| 笹井芳樹       | 生物学者、医師                             | 首吊り         | 52歳   | 2014年8月5日     | 理化学研究所CDB副センター長。部下の小保方晴子によるSTAP細胞問題の渦中、複数の遺書を残し、発生再生科学総合研究センター内の先端医療センター研究棟で首吊り。 |
| 坂本眞一       | 鉄道実業家                                 | 入水           | 73歳   | 2014年1月14日    | 2014年1月15日8時20分ごろ、北海道後志管内余市町の余市港100mの沖合にて死体が浮いているところを海上自衛隊に発見された。坂本相談役の自家用車が余市港の岸壁で発見されており、自殺とみられる。 |
| 藤圭子         | 歌手                                       | 飛び降り       | 62歳   | 2013年8月22日    | 『女のブルース』『圭子の夢は夜ひらく』などのヒット曲があり、宇多田ヒカルの母としても知られた。東京都新宿区のマンション13階から飛び降り。 |
| 佐渡川準       | 漫画家                                     | 首吊り         | 34歳   | 2013年8月13日    | 週刊少年チャンピオンに『あまねあたためる』を連載中だった。茨城県利根町の利根親水公園で首吊り自殺。 |
| 平目孝志       | 元騎手、調教厩務員                         | 首吊り         | 53歳   | 2013年8月9日     | 函館競馬場の出張厩舎内で首吊り。 |
| 牧伸二         | 芸人、ウクレレ漫談家                       | 入水           | 78歳   | 2013年4月29日    | 東京都大田区の多摩川丸子橋付近で投身し、病院に搬送されたが死亡が確認された。会長を務めている東京演芸協会での金銭トラブルが動機の一つであったと見られている。 |
| 青木芳之       | 騎手                                       |                | 35歳   | 2012年12月25日   | 日本中央競馬会所属の騎手。主に海外遠征などで活躍した。神奈川県横浜市金沢区内の自宅で自殺。 |
| 玄也           | 俳優、スタントマン                         |                | 23歳   | 2012年11月22日   | 前日に俳優の早乙女太一を含む友人と食事をしていた際に予告、翌朝自宅で自殺。 |
| 島田和夫       | ミュージシャン                             | 首吊り         | 58歳   | 2012年10月2日    | 憂歌団のメンバー。 |
| 苺みるく       | AV女優                                     |                | 31歳   | 2012年10月       | 東京都中野区の自宅で自殺。 |
| 松下忠洋       | 政治家、現職金融相                         | 首吊り         | 73歳   | 2012年9月10日    | 現職の金融担当特命大臣。東京都江東区の自宅マンションで首吊り。 |
| 塚越孝         | フジテレビ社員、同社元アナウンサー         | 首吊り         | 57歳   | 2012年6月26日    | ニッポン放送とフジテレビでアナウンサーを歴任。東京都港区のフジテレビ社内男子トイレの個室でスカーフで首を吊って死亡しているところを警備員が発見した。 |
| 齊藤隆         | 政治家、現職町長                           | 自刃/頸部 入水 | 47歳   | 2012年2月6日     | 現職の千葉県横芝光町長。2010年4月に初当選。死亡日の午前1時過ぎに夫人から「夫が暴れている」との通報が入ったが、自宅近くの栗山川に身投げし、カッターナイフで自らの首を何度も切り付けた。死因は失血死。 |
| 小島貞博       | 騎手、調教師                               | 首吊り         | 60歳   | 2012年1月23日    | 騎手時代に日本ダービーを2度制覇。厩舎経営に悩み、「先に行くから」と夫人に電話で伝えた後、滋賀県栗東市の栗東トレセン内の自厩舎2階で首吊り。 |
| 長瀬弘樹       | 作詞家、作曲家、編曲家、歌手               | 首吊り         | 36歳   | 2012年1月4日     | 東京都調布市の自宅マンションで首吊り。 |
| 松本礼児       | 作詞家                                     | 焼身           | 68歳   | 2011年12月19日   | 12月19日午前4時40分頃、世田谷区祖師谷の自宅玄関先で焼身。 |
| 青山景         | 漫画家                                     | 首吊り         | 32歳   | 2011年10月9日**  | 東京都狛江市の自宅マンション浴室で首を吊っているところを発見された。『よいこの黙示録』を連載中だった。 |
| 中島尚俊       | 鉄道実業家                                 | 入水           | 64歳   | 2011年9月18日**  | 北海道旅客鉄道（JR北海道）社長。2011年9月12日朝、遺書を残し失踪。同日午後に石狩市の海岸近くで車が見つかり捜索活動が続いていたが、9月18日に小樽市沖合約1kmの海上で遺体が発見された。 |
| 柴野たいぞう   | 政治家、元衆院議員                         | 首吊り         | 60歳   | 2011年9月5日     | 日本中油をめぐる架空増資・未公開株販売事件で詐欺などの罪に問われ裁判中だった。東京地検特捜部への抗議文を報道各社に送り、判決の当日に首吊り。 |
| 伊良部秀輝     | 元プロ野球選手                             | 首吊り         | 42歳   | 2011年7月27日**  | ロッテやMLB3球団・阪神等でプレーし、豪速球投手として名を馳せた。現地時間の7月27日午後、ロサンゼルス近郊の自宅で首を吊って死亡しているところを発見された。 |
| 中村とうよう   | 音楽評論家                                 | 飛び降り       | 79歳   | 2011年7月21日    | 株式会社ミュージック・マガジン元会長・編集長、武蔵野美大客員研究員。一人暮らしの自宅マンション8階から飛び降り。 |
| 谷哲二郎       | 実業家                                     | 首吊り         | 61歳   | 2011年5月24日    | ルミネ社長。元東日本旅客鉄道（JR東日本）副社長。 |
| 上原美優       | アイドル、タレント                         | 首吊り         | 24歳   | 2011年5月12日    | 「種子島出身の貧乏アイドル」として売り出し、テレビのバラエティ番組を中心に活躍していた。 |
| 田中実         | 俳優                                       | 首吊り         | 44歳   | 2011年4月25日    | 1990年の連続テレビ小説『凛凛と』で主演。無名塾出身。 |
| 奥山英志       | 事件リポーター                             | 首吊り         | 61歳   | 2011年4月10日**  | 1980年代から90年代にかけて、主にフジテレビのワイドショー番組でリポーターを務めた。2011年4月から失踪していたことが同年9月に報じられ、同年12月に東京都調布市の神代植物公園で4月10日に発見された身元不明遺体が奥山のものであることが確認された。                                                                         |
| 池田敏春       | 映画監督                                   | 入水           | 59歳   | 2010年12月26日** | 日活、ディレクターズ・カンパニーを経て、1991年以後はフリーランスの映画監督として活動していた。 |
| 松本友里       | 元女優、元歌手                             | 首吊り         | 42歳   | 2010年11月15日   | 俳優松平健の当時の妻。母親の介護疲れや死別の影響があったとされる。 |
| 牧野田彩       | AV女優、元歌手                             | 飛び降り       | 30歳   | 2010年10月23日   | 1996年にオーディション番組『ASAYAN』からデビューしたユニットL☆ISの元メンバーで、元小室ファミリー。2009年にAYAとしてAVデビュー。芸能活動を通じて何らかのトラブルを抱えていたとされ、生前には「芸能界の大物に殺される」という言葉を繰り返し友人らに訴えていたという。                                                   |
| 吉田敬         | 音楽プロデューサー                         | 首吊り         | 48歳   | 2010年10月7日    | 平井堅・CHEMISTRYなどを手掛けた音楽プロデューサー。 |
| 影山日出夫     | ジャーナリスト                             | 首吊り         | 56歳   | 2010年8月12日    | NHK解説委員で、日曜討論の司会。渋谷区のNHK放送センター内で首吊り自殺を図り、搬送されたが翌日に死去。 |
| 今野雄二       | 評論家                                     | 首吊り         | 66歳   | 2010年8月2日**   | 深夜番組『11PM』への出演で知られる。映画評論、音楽評論の他にも翻訳家・作詞家として活動していた。 |
| 山本真純       | アナウンサー                               | 飛び降り       | 34歳   | 2010年7月27日    | 日本テレビアナウンサー。産後うつを患っていたとされる。 |
| 大佑           | ミュージシャン                             | 薬物過剰摂取   | 31歳   | 2010年7月15日**  | ヴィジュアル系バンド蜉蝣の元ボーカル。ソロプロジェクトのセカンドシングル発売直前、自宅で死亡しているところが見つかる。 |
| 平野洋子       | 作家                                       | 首吊り         | 47歳   | 2010年2月7日     | 俳優船越英一郎の妹。死亡時まで実家の旅館で女将を務めていた。 |
| 郷里大輔       | 声優                                       | 自刃/手首      | 57歳   | 2010年1月17日    | アニメ『キン肉マン』でロビンマスクやアシュラマン、『ドラゴンボールZ』でミスター・サタンなどを演じた。 |
| 小嶋英嗣       | 政治家、現職町長                           | 首吊り         | 55歳   | 2009年11月28日   | 現職の和歌山県那智勝浦町長。2009年9月18日に初当選、その2か月後に自宅で首吊り。 |
| 加藤和彦       | 作曲家、音楽プロデューサー                 | 首吊り         | 62歳   | 2009年10月17日   | フォーク・クルセダーズ元メンバー。『あの素晴しい愛をもう一度』『悲しくてやりきれない』『白い色は恋人の色』『ドゥー・ユー・リメンバー・ミー』などの作曲者。 |
| 清水由貴子     | 元歌手、元女優                             | 硫化水素       | 49歳   | 2009年4月20日    | アイドル歌手や欽ちゃんファミリーの一員として人気を集めた。後年は実母の介護のため、芸能活動を引退していた。 |
| 伊藤隆大       | 俳優、声優                                 | 練炭           | 21歳   | 2009年3月8日     | 俳優伊藤淳史の実弟。 |
| 永田寿康       | 政治家、元衆院議員                         | 飛び降り       | 39歳   | 2009年1月3日     | 民主党に所属していた元衆議院議員。堀江メール問題において渦中の人物となった。 |
| 佐々木一夫     | 騎手、調教師                               | 自刃/手首      | 58歳   | 2008年9月28日    | 北海道競馬の騎手。1994年に騎手を引退後調教師となったが、2008年に門別競馬場にて自殺。 |
| 草柳文惠       | ニュースキャスター                         | 首吊り         | 54歳   | 2008年9月9日     | 評論家草柳大蔵の娘。 |
| 川田亜子       | アナウンサー                               | 練炭           | 29歳   | 2008年5月25日    | 元TBSアナウンサー。死亡前日には司会を務めるテレビ朝日『サタデースクランブル』に出演していたが、その数週間前からブログに悩みを書き込んでいた。 |
| 横田昭夫       | 政治家、元市長                             | 首吊り         | 66歳   | 2008年2月12日    | 元埼玉県行田市長。 |
| 竹田吉孝       | 騎手                                       | 練炭           | 21歳   | 2007年12月24日   | 金沢市内の駐車場で発見され、搬送されたが死亡。 |
| 待井寛         | 元スキー選手                               | 首吊り         | 41歳   | 2007年11月15日   | 1994年のリレハンメルオリンピック日本代表選手。 |
| 佐藤真         | 映画監督                                   | 飛び降り       | 49歳   | 2007年9月4日     | 鬱病による入退院を繰り返し、高島平団地で自殺。 |
| 美咲沙耶       | AV女優                                     | 首吊り         | 21歳   | 2007年7月6日     | 自殺する数日前、自身のブログに悩みがある旨を綴っていた。 |
| 山崎進一       | 森林開発公団元理事                         | 飛び降り       | 76歳   | 2007年5月29日    | 緑資源機構談合疑惑のさなか、松岡利勝農水大臣が自殺した翌日に自殺。 |
| 松岡利勝       | 政治家、現職農水相                         | 首吊り         | 62歳   | 2007年5月28日    | 現職農水相。就任直後から事務所費問題、光熱水費問題、献金問題など数々の疑惑が報じられていた。現職閣僚の自殺は第2次大戦終戦時の阿南惟幾以来2人目。 |
| 阿知波信介     | 実業家、元俳優                             | 入水           | 67歳   | 2007年5月4日     | 芸能事務所アクターズエージェンシー社長。元俳優で、『ウルトラセブン』のソガ隊員役で知られた。鹿児島県霧島市の犬飼滝で遺体発見。 |
| 加藤善博       | 俳優                                       | 首吊り         | 48歳   | 2007年4月27日    | ドラマ『愛という名のもとに』の課長役など、主に悪役として活躍した。 |
| 園田英弘       | 社会学者                                   | 首吊り         | 60歳   | 2007年4月6日     | 国際日本文化研究センター教授。 |
| 工藤和義       | ヤクザ                                     | 拳銃           | 70歳   | 2007年2月15日    | 六代目山口組最高顧問 四代目國粹会会長。 |
| 大杉君枝       | アナウンサー                               | 飛び降り       | 43歳   | 2007年2月2日     | 日本テレビアナウンサー。出産後、全身の疼痛を伴う原因不明の難病線維筋痛症を患っていた。 |
| 鈴木啓一       | ジャーナリスト                             | 入水           | 58歳   | 2006年12月17日** | 朝日新聞記者。東京湾に浮かんでいたところを発見された。 |
| 竹中省吾       | 裁判官                                     | 首吊り         | 64歳   | 2006年12月3日    | 大阪高等裁判所判事（第22期） |
| 高田真理       | ミュージシャン                             | 飛び降り       | 59歳   | 2006年9月26日    | フォークグループ青い三角定規の元メンバー。2006年にグループの再結成が決まっていたが、同年9月に酒気帯び運転で人身事故を起こし逮捕されたため一旦白紙となる。このことに責任を感じたとみられ、事故の15日後に投身。 |
| 犬丸りん       | 漫画家、エッセイスト                       | 飛び降り       | 48歳   | 2006年9月10日    | NHKアニメ『おじゃる丸』の原案者。 |
| 団優太         | 俳優                                       | 飛び降り       | 38歳   | 2006年8月8日     | |
| 甲斐智枝美     | 元アイドル                                 | 首吊り         | 43歳   | 2006年7月10日    | 「スター誕生!」第29代グランドチャンピオン。1980年代にアイドル歌手・女優・タレントとして活躍。 |
| 須原一秀       | 哲学者                                     | 首吊り         | 65歳   | 2006年4月        | 遺著「自死という生き方」内で自身の哲学的プロジェクトの一環と称し、自宅近くの神社境内にて自殺。 |
| 加藤光徳       | 政治家、現職市長                           | 首吊り         | 57歳   | 2006年2月26日    | 現職の三重県伊勢市長。2月26日に自宅を出たまま行方不明になり、翌朝、市内の山林で首を吊った姿で発見された。前年の市長選挙で当選後、加藤に対する無言電話や剃刀を送り付けられたりなどの被害に遭っていた。 |
| 上野政夫       | 政治家、現職町長                           | 窒息           | 69歳   | 2005年12月2日    | 現職の愛知県西春町長（5期）。師勝町との合併（上野は師勝町・西春町合併協議会の会長を務めていた）を3か月後に控えた2005年12月2日、岐阜県可児市東帷子の市道脇の空き地に止めてあった乗用車の運転席でポリ袋を頭にかぶった状態で発見された。その後実施された西春町長選挙では妻・津美子が出馬したが、太田考則に敗れ落選した。 |
| 見沢知廉       | 作家                                       | 飛び降り       | 46歳   | 2005年9月7日     | 元右翼活動家。 |
| 松永国松       | 実業家                                     | 飛び降り       | 63歳   | 2005年8月17日    | 女子プロ団体「全日本女子プロレス」元社長。 |
| 永岡洋治       | 政治家、現職衆院議員                       | 首吊り         | 54歳   | 2005年8月1日     | 自民党衆議院議員。小泉内閣の郵政民営化法案に当初は反対の意を示していたものの、採決では所属派閥会長であった亀井静香の意に反し賛成票を投じていた。同年に実施された第44回衆議院議員総選挙では妻・桂子が夫の遺志を継いで同法案に賛成として戦い、当選（選挙区では敗れた）。                                                |
| ポール牧       | 芸人、タレント                             | 飛び降り       | 63歳   | 2005年4月22日    | 「指パッチン芸」で有名。自殺前は僧侶を務めていた。 |
| 砧大蔵         | 作家                                       |                | 42歳   | 2005年4月6日     | |
| 梅木達郎       | 文学者（仏文学者）                         |                | 48歳   | 2005年3月5日     | 東北大学助教授 |
| 利光松男       | 実業家                                     | 首吊り         | 80歳   | 2004年11月22日   | 元日本航空社長。 |
| 森村桂         | 作家                                       |                | 64歳   | 2004年9月27日    | 鬱病が悪化し入院している際に死去。 |
| 倉沢七海       | AV女優                                     | 飛び降り       | 28歳   | 2004年8月19日    | 同棲していた恋人との結婚話が破談になったことが原因とされる。 |
| 野沢尚         | 脚本家、作家                               | 首吊り         | 44歳   | 2004年6月28日    | 『青い鳥』や『眠れる森』『マリリンに逢いたい』『破線のマリス』の原作者として知られる。これらの作品を映像化した際には脚本も担当するなど、1980年代後半から2000年代前半にかけてのヒットメーカーであった。 |
| 平川ジロー     | お笑い芸人                                 | 睡眠薬         | 38歳   | 2004年5月28日    | 平川タロー・ジローのメンバー。福井県内のドライブインの駐車場で睡眠薬自殺を図った。遺体は6月3日に発見された。 |
| 鷺沢萠         | 作家                                       | 首吊り         | 35歳   | 2004年4月11日    | |
| 又野誠治       | 俳優                                       | 首吊り         | 43歳   | 2004年3月23日    | テレビドラマ『太陽にほえろ!』でブルース刑事を演じたものの伸び悩み、後年は飲食店を経営していた。 |
| 薬師寺克一     | 政治家、現職区長                           | 首吊り         | 71歳   | 2004年3月7日     | 現職の東京都目黒区長（2期）。目黒区碑文谷の自宅で首を吊り、ポケットに「ごめんなさい」と書かれたメモが入っていた。 |
| 二階堂奥歯     | 編集者                                     | 飛び降り       | 25歳   | 2003年4月26日    | 国書刊行会や毎日新聞出版で編集者として勤めながら読書記録などを中心とした日記をウェブサイト上で書いていた。没後、『八本脚の蝶』としてその日記が書籍化された。 |
| 古尾谷雅人     | 俳優                                       | 首吊り         | 45歳   | 2003年3月25日    | 映画『ヒポクラテスたち』やドラマ『金田一少年の事件簿』などに出演した。 |
| 森下直人       | 実業家                                     | 首吊り         | 42歳   | 2003年1月9日     | 総合格闘技イベントPRIDEを主催するドリームステージエンターテインメントの社長で、そのPRIDEを放送していたパーフェクTV!（現スカパーJSAT）の設立にも携わった。 |
| 戸川京子       | 女優                                       | 首吊り         | 37歳   | 2002年7月18日    | 女優戸川純の実妹。子役から活躍。死去の3カ月後に彼女の遺作『どっちがどっち!』が放送された。 |
| 矢川澄子       | 作家、詩人、翻訳家                         | 首吊り         | 71歳   | 2002年5月29日    | 長野県信濃町の自宅内にて縊死。 |
| 橋本寿         | 政治家                                     | 首吊り         | 54歳   | 2002年5月18日    | 青森県六ケ所村村長。賄賂疑惑の聴取後に山中で自殺した姿で見つかる。 |
| 荒井昌一       | 実業家                                     | 首吊り         | 36歳   | 2002年5月16日    | プロレス団体FMW元社長。同年2月に団体が倒産していた。 |
| 塩谷庄吾       | 俳優                                       | 飛び降り       | 35歳   | 2002年5月5日     | 『電脳警察サイバーコップ』『ウルトラマンガイア』などに出演。 |
| 猪熊功         | 柔道家                                     | 自刃/割腹      | 63歳   | 2001年9月28日    | 1964年東京オリンピック柔道競技重量級金メダリスト。東海建設社長として業績不振の責任を取る形で自らの生命を絶ったと言われる。 |
| 竹地盛治       | プロボクサー                               | 首吊り         | 24歳   | 2001年8月10日    | 2001年5月13日、後に世界王者（暫定）となる石田順裕を下し、OPBF東洋太平洋スーパーウェルター級王座を獲得するが、3か月後に突然の自殺。生涯戦績は10勝(2KO)3敗2分 |
| 青山正明       | 編集者、ライター                           | 首吊り         | 41歳   | 2001年6月17日    | 神奈川県横須賀市の自宅で首つり自殺。死の数時間前には高校時代からの好物だった「赤いきつねうどん」を食べていたという。 |
| 賀川光夫       | 考古学者                                   | 首吊り         | 78歳   | 2001年3月9日     | 週刊文春に聖嶽洞窟遺跡における出土品捏造疑惑を報じられ抗議の自殺。その後遺族は週刊文春に対して名誉毀損裁判を起こした。2004年7月に週刊文春の敗訴が確定し、2004年9月2日号にて謝罪文を掲載した。 |
| 加堂秀三       | 作家                                       | 首吊り         | 60歳   | 2001年2月2日     | |
| 中島洋次郎     | 政治家、元衆院議員                         | 首吊り         | 41歳   | 2001年1月6日     | 政党助成法違反・公職選挙法違反・受託収賄などで一・二審で懲役2年6カ月・追徴金1000万円の実刑判決を受けたあと精神不安定となり、最高裁に上告するも最終結審前に自殺。 |
| 桂三木助       | 落語家                                     | 首吊り         | 43歳   | 2001年1月3日     | 3代目桂三木助を父に持つ。従来の落語家像とは大きくかけ離れていたことから、「落語界のシティーボーイ」との異名をとった。 |
| 向坂松彦       | アナウンサー                               | 自刃/手首      | 66歳   | 2000年11月8日    | 元NHKアナウンサー。フジテレビの向坂樹興アナウンサーの叔父。 |
| 髙野光         | 元プロ野球選手                             | 飛び降り       | 39歳   | 2000年11月5日    | ヤクルト等で活躍した投手。 |
| 飯島晴子       | 俳人                                       |                | 79歳   | 2000年6月6日     | |
| 井上大輔       | 作曲家、ミュージシャン                     | 首吊り         | 58歳   | 2000年5月30日    | ジャッキー吉川とブルーコメッツの元メンバー。『ブルー・シャトウ』をはじめ、『恋のダイヤル6700』『学園天国』『NAI・NAI 16』『め組のひと』など数多くのヒット曲を手掛けた。網膜剥離の手術を受けた年に自殺。20年以上妻の介護を続けており、のちにその妻も自殺。                                                             |
| 伊藤京子       | 女優                                       | 鉄道           | 40歳   | 2000年2月21日    | 旧芸名は辻今日子。かつて石坂浩二と愛人関係にあった。相模原駅で飛び込み。 |
| 松宮一彦       | アナウンサー                               | 首吊り         | 45歳   | 1999年9月27日    | 元TBSアナウンサー。音楽番組『ザ・ベストテン』の“追っかけマン”として有名。 |
| 江藤淳         | 文芸評論家                                 | 自刃/手首      | 66歳   | 1999年7月21日    | 遺書には「形骸を断ず」と。 |
| 青木達之       | ミュージシャン                             | 鉄道           | 32歳   | 1999年5月2日     | 東京スカパラダイスオーケストラのドラマ―。小田急電鉄豪徳寺駅西約70メートルから飛び込む。 |
| 桂枝雀         | 落語家                                     | 首吊り         | 59歳   | 1999年4月19日    | 自宅で首を吊り搬送されたが、回復することなく1カ月後に死去。 |
| 西岡恭蔵       | ミュージシャン                             | 首吊り         | 50歳   | 1999年4月3日     | フォークグループのザ・ディランの元メンバー |
| 南条あや       | ネットアイドル、フリーライター             | 薬物過剰摂取   | 18歳   | 1999年3月30日    | 向精神薬の大量服用によって意識不明となり病院に搬送されるが死亡。明確な自殺の意思があったかどうか不明。死後『卒業式まで死にません』という本が出版された。 |
| 沖田浩之       | 俳優、元アイドル                           | 首吊り         | 36歳   | 1999年3月27日    | テレビドラマ『3年B組金八先生』（第2シリーズ）の生徒役で人気を集め、1981年に歌手デビュー、その後は俳優として活躍。置鮎家（本名）では浩之だけでなく彼の祖父や父・兄も自殺で死去している。 |
| 草壁竜次       | ドクター・キリコ事件の主犯                 | 青酸カリ       | 27歳   | 1998年12月15日   | 1998年12月に起こったドクター・キリコ事件の主犯。「草壁竜次」は事件以前に自殺掲示板で使用されていたハンドルネーム。 |
| 三輪田勝利     | 元プロ野球選手                             | 飛び降り       | 53歳   | 1998年11月27日   | イチローを担当したスカウトとして知られる。オリックス編成部長在職中の1998年、ドラフト会議後の沖縄水産高校投手・新垣渚との獲得交渉が紛糾。これを球団上層部が激しく指弾し、その結果三輪田は投身自殺を遂げた。 |
| 田中融二       | 翻訳家                                     | 排ガス         | 71歳   | 1998年5月12日    | 癌で闘病中、親友内田庶に予告の上小樽で自殺。 |
| ねこぢる       | 漫画家                                     | 首吊り         | 31歳   | 1998年5月10日    | 東京都町田市の自宅で縊死。その数日前に急逝したX JAPANのhideの後を追ったのではないか、との憶測報道が流れたが、夫の山野一が否定している。 |
| 小林正明       | 実業家                                     | 首吊り         | 51歳   | 1998年2月25日    | カー用品量販店スポット社長。第57回日本ダービーを制覇したアイネスフウジンの馬主。 |
| 新井将敬       | 政治家、現職衆院議員                       | 首吊り         | 50歳   | 1998年2月19日    | 日興証券スキャンダルの渦中、衆院議運委員会で逮捕許諾請求が可決された直後に自殺。 |
| 宮崎邦次       | 銀行家                                     | 首吊り         | 67歳   | 1997年6月29日    | 元第一勧銀頭取、総会屋利益供与事件への対応中に縊死。 |
| 可愛かずみ     | 女優                                       | 飛び降り       | 32歳   | 1997年5月9日     | にっかつロマンポルノの専属女優を経て、テレビドラマやバラエティ番組などで活躍。1996年12月に自殺を図ってから、その後も自殺未遂を繰り返していた。 |
| 長谷有洋       | 声優、俳優                                 | 飛び降り       | 31歳   | 1996年7月30日    | 声優はせさん治の長男 |
| 若泉敬         | 国際政治学者                               | 青酸カリ       | 66歳   | 1996年7月27日    | 1960年代後半の沖縄返還交渉において、当時の佐藤栄作首相の密使として重要な役割を果たしたとされる人物。 |
| TOTTSUAN       | ミュージシャン                             | 鉄道           | 29歳   | 1995年6月22日    | ハードコア・パンクバンドS.O.Bのメンバーでありバンド創始者。 |
| 勲             | 大相撲十両呼出                             | 入水           | 54歳   | 1995年5月11日**  | 茨城県の小貝川で溺死体で発見された。病気を苦にした自殺とみられる。 |
| 堀口綾子       | アイドル                                   | 首吊り         | 22歳   | 1995年4月19日    | アイドルグループみるくの元メンバー。 |
| 松崎龍夫       | 政治家、元市長                             | 首吊り         | 68歳   | 1994年12月19日   | 1994年12月6日、北茨城市長在職時に不動産会社から現金1,000万円を受け取った容疑で逮捕された。同年12月18日、東京拘置所の部屋で首つり。翌19日に死亡した。 |
| 波谷守之       | ヤクザ                                     | 拳銃           | 64歳   | 1994年11月2日    | |
| 桑田妙子       | ピアニスト                                 | 首吊り         | 46歳   | 1994年7月14日    | 1974年に夫パトリック・クロムランクと共にデュオ・クロムランクを結成し、クラシックの演奏家として幅広く活動していたが、夫婦関係のもつれから夫が自宅で首吊り自殺し、妙子も後を追った。 |
| 開高道子       | 随筆家                                     | 鉄道           | 41歳   | 1994年6月22日    | 作家開高健の娘。健の急逝から5年後、東海道本線茅ケ崎駅（神奈川県茅ヶ崎市）付近の踏切から飛び込む。 |
| 大和田夏希     | 漫画家                                     |                | 41歳   | 1994年2月20日    | 『タフネス大地』『虹色town』などの作者。小林まこと・小野新二と親しく、小林まことの自伝作品『青春少年マガジン1978〜1983』には、大和田・小野・小林の最後の交流が描かれている。 |
| 藤田五郎       | 作家                                       | 窒息           | 62歳   | 1993年12月13日   | 映画『仁義の墓場』の原作者。ビニール袋による窒息自殺。 |
| 西村潔         | 映画監督                                   | 入水           | 61歳   | 1993年11月17日   | TVドラマでは『西部警察』『探偵物語』『ザ・ハングマン』などにも監督・演出として参加している。 |
| 野村秋介       | 右翼活動家                                 | 拳銃           | 58歳   | 1993年10月20日   | 政治団体「風の会」代表。週刊朝日に掲載された山藤章二の風刺イラストで「風の会」を「虱（シラミ）の会」と揶揄されたことで発行元の朝日新聞社（東京本社）に抗議、同社の社屋内で拳銃自殺。 |
| 小島義雄       | 元陸上選手                                 | 排ガス         | 61歳   | 1993年3月3日     | 1952年ヘルシンキオリンピックと1956年メルボルンオリンピックにハンマー投げ日本代表として出場。かつてのハンマー投げ日本記録保持者。 |
| 山田花子       | 漫画家                                     | 飛び降り       | 24歳   | 1992年5月24日    | 15歳で漫画家デビューし早くに頭角を現すものの、中学時代から人間関係のトラブルを抱えており、精神的に不安定だった。 |
| 名尾良孝       | 政治家、現職参院議員                       | 飛び降り       | 74歳   | 1991年5月6日     | 議員宿舎から飛び降り自殺 |
| 多田雄幸       | ヨットマン                                 | 首吊り         | 60歳   | 1991年3月8日     | 第3回BOCチャレンジ（世界一周レース）の途中、途中棄権したシドニーのホテルにて客死。 |
| 伏見扇太郎     | 俳優                                       |                | 55歳?  | 1991年?          | かつての東映時代劇のスター。死去年については1991年との説があるが詳細不明。 |
| 水木襄         | 俳優、歌手                                 |                | 53歳   | 1991年           | 東映のスター。『忍者部隊月光』『魔人ハンター ミツルギ』『特別機動捜査隊』『緊急指令10-4・10-10』などに出演。引退後はスナックなどを経営。 |
| 山内豊徳       | 官僚（環境庁）                             | 首吊り         | 53歳   | 1990年12月5日    | 環境庁企画調整局の現職局長。関連：水俣病訴訟 |
| 佐藤泰志       | 作家                                       | 首吊り         | 41歳   | 1990年10月10日   | |
| 渡辺博之       | 元プロ野球選手                             | 心中/首吊り    | 69歳   | 1990年10月2日    | 妻と共に首吊り |
| 河合義隆       | 映画監督、演出家                           | 首吊り         | 43歳   | 1990年4月30日    | 不倫関係にあった女優荻野目慶子（当時25歳）の自宅にて首吊り |
| 長岡弘芳       | 評論家、詩人                               | 首吊り         | 57歳   | 1989年8月14日    | |
| 小松原茂雄     | 文学者（英文学者）                         | 鉄道           | 60歳   | 1988年11月30日   | 元東京大学教養学部教授、ディケンズの研究者。五反田駅にて飛び込み。 |
| 仲谷義明       | 政治家、元知事                             | 首吊り         | 63歳   | 1988年11月18日   | 元愛知県知事。知事を引退した5年後に自殺。 |
| 古谷真吾       | 阪神タイガース球団代表                     | 飛び降り       | 56歳   | 1988年7月19日    | 球団代表就任により多忙となり、ランディ・バースの退団騒動と掛布雅之の引退騒動によるマスコミ対応で心労を重ね、東京都内のホテルで飛び降り自殺。 |
| 石沢英太郎     | 作家                                       | 首吊り         | 72歳   | 1988年6月16日    | |
| 田宮虎彦       | 作家                                       | 飛び降り       | 76歳   | 1988年4月9日     | |
| 宮城宗典       | ミュージシャン                             | 飛び降り       | 23歳   | 1988年3月29日    | ロカビリーグループヒルビリー・バップスのボーカル |
| 中島伊津子     | ファッションデザイナー                     | 首吊り         | 36歳   | 1988年3月14日    | ファッションブランドニコルのデザイナー |
| 雨宮第二       | 99                                         | ガス           | 37歳   | 1987年12月11日   | ヨガ行者ダンテス・ダイジとしての著書『ニルヴァーナのプロセスとテクニック』が、オウム真理教の教義に影響を与えたとされる。睡眠薬服用の上ガス自殺。 |
| 佐藤助雄       | 彫刻家                                     | 鉄道           | 68歳   | 1987年10月19日   | 元日本彫刻会委員長。日本芸術院賞、文部大臣賞等受賞。 |
| 三国玲子       | 歌人                                       | 飛び降り       | 63歳   | 1987年8月5日     | |
| 万場世志冶     | 右翼活動家                                 | 自刃/割腹      | 22歳   | 1986年12月20日   | 昭和天皇御在位60年奉祝運動を終えた2日後、割腹の上頸動脈を左右から切って自決。 |
| 日高富明       | ミュージシャン                             | 飛び降り       | 36歳   | 1986年9月20日    | フォークグループガロの元メンバー |
| 岡田有希子     | アイドル                                   | 飛び降り       | 18歳   | 1986年4月8日     | “松田聖子の正統な後継”を期待されたアイドルとしての人気絶頂期に所属先のサンミュージック事務所屋上から投身。マスメディアで連日大きく報道されたことから、後に「ユッコ・シンドローム」と呼ばれる後追い自殺が多発し、大きな社会問題となった（いわゆるウェルテル効果）。                                                    |
| 遠藤康子       | アイドル                                   | 飛び降り       | 17歳   | 1986年3月30日    | レコードデビュー直前、交友関係の清算を（特に恋人と別れるように）指示され悩んでいたとされる。 |
| 鈴木いづみ     | 作家                                       | 首吊り         | 36歳   | 1986年2月17日    | |
| 大友柳太朗     | 俳優                                       | 飛び降り       | 73歳   | 1985年9月27日    | |
| 鴨居玲         | 画家                                       | ガス           | 57歳   | 1985年9月7日     | |
| 宇野功人       | 官僚（大蔵）                               | 飛び降り       | 30歳   | 1985年6月12日    | 大蔵省本省庁舎の屋上から飛び降り |
| 若山セツ子     | 女優                                       | 首吊り         | 55歳   | 1985年5月9日     | 躁鬱症状による奇行の末一度入院、一旦退院するが、姉と母を亡くしたあと再入院し、入院先で首吊り。 |
| 金鶴泳         | 作家                                       | ガス           | 46歳   | 1985年1月4日     | |
| ちばあきお     | 漫画家                                     | 首吊り         | 41歳   | 1984年9月13日    | 漫画家ちばてつやの実弟。アニメにもなった野球漫画『キャプテン』『プレイボール』の作者。 |
| 宇南山宏       | 俳優                                       | 心中/鉄道      | 48歳   | 1984年6月16日    | |
| 中山三吉       | 芸人                                       | 首吊り         | 46歳   | 1984年6月3日     | |
| 山藤浩三       | 競輪選手                                   | 心中/ガス      | 39歳   | 1984年5月        | 1964年東京オリンピック日本代表選手 |
| 依田郁子       | 元陸上選手                                 | 首吊り         | 45歳   | 1983年10月14日   | 1964年東京オリンピック日本代表選手 |
| 沖雅也         | 俳優                                       | 飛び降り       | 31歳   | 1983年6月28日    | テレビドラマ『太陽にほえろ!』のスコッチ刑事役や『俺たちは天使だ!』のキャップ役で知られた。京王プラザホテルの最上階から養父の日景忠男に宛てた遺書を残して投身自殺。 |
| 松本幸男       | 政治家、現職衆院議員                       | 首吊り         | 56歳   | 1983年1月28日    | 社会党衆議院議員。前年にも入院中に自殺未遂。 |
| 杉原正         | 官僚（警察庁）                             | 首吊り         | 51歳   | 1982年11月12日   | 大阪府警察で現職警察官多数が懲戒処分された大阪府警賭博ゲーム機汚職事件が自分の警察本部長在任中に起きていたことに対する引責 |
| 江夏美好       | 作家                                       | 首吊り         | 59歳   | 1982年7月17日    | |
| 秋元近史       | TVディレクター                             | 飛び降り       | 49歳   | 1982年4月4日     | バラエティ番組『シャボン玉ホリデー』のディレクター |
| 山本弘         | 画家                                       | 首吊り         | 51歳   | 1981年7月15日    | |
| 春風亭一柳     | 落語家                                     | 飛び降り       | 45歳   | 1981年7月9日     | 師匠・三遊亭圓生との長年の確執、落語協会分裂騒動の際の破門、暴露本の出版などにより精神を病み、自宅の団地アパート10階から飛び降り自殺。 |
| 中田軍治       | 芸人                                       | 飛び降り       | 41歳   | 1979年10月25日   | 漫才コンビWヤングのメンバー |
| 山岸章二       | 編集者、写真評論家                         | 首吊り         | 51歳   | 1979年7月20日    | |
| 影山正治       | 右翼活動家、歌人                           | 散弾銃         | 68歳   | 1979年5月25日    | 割腹の上、散弾銃により自決。 |
| 大下弘         | 元プロ野球選手                             | 睡眠薬         | 56歳   | 1979年5月23日    | 青バットの大下として絶大的な人気を誇ったプロ野球選手。本塁打王、首位打者を3度獲得。 |
| 江口榛一       | 詩人、作家                                 | 首吊り         | 65歳   | 1979年4月18日    | |
| 対馬忠行       | 思想家、翻訳家                             | 入水           | 77歳   | 1979年4月11日    | 播磨灘を航行中のフェリーから入水 |
| 田宮二郎       | 俳優                                       | 猟銃           | 43歳   | 1978年12月28日   | テレビドラマ『白い巨塔』の財前五郎役やクイズ番組『クイズタイムショック』の初代司会などで知られた。 |
| 畠山麦         | 俳優                                       | 首吊り         | 34歳   | 1978年7月13日    | 『秘密戦隊ゴレンジャー』のキレンジャー |
| 関良一         | 文学者（国文学者）                         |                | 60歳   | 1978年3月10日    | |
| 井亀あおい     | 高校生                                     | 飛び降り       | 17歳   | 1977年11月19日   | 福岡県立戸畑高等学校2年生。没後に遺稿集『もと居た所』『アルゴノオト あおいの日記』が刊行され、評価された。 |
| 富所正一       | ミュージシャン                             | 入水           | 25歳   | 1977年3月20日    | 新潟県三条市の三条大橋から信濃川に投身。 |
| 竹澤彌七       | 義太夫節三味線方                           | 入水           | 66歳   | 1976年10月24日   | 人間国宝 |
| 日高敏彦       | 新左翼テロリスト                           | 首吊り         | 31歳   | 1976年10月2日    | 日本赤軍メンバー。1975年8月に発生したクアラルンプール事件の実行犯。事件の翌年ヨルダンで拘束され、取り調べ中に獄中自殺。 |
| 田中精一       | 経済学者、大学学長                         | 心中/飛び降り  | 69歳   | 1976年9月15日    | 第3代高崎経済大学学長。妻とともに飛行中のセスナ機から飛び降り（日本の航空事故#1976年）。 |
| 森源二郎       | 官僚（大蔵）                               | 飛び降り       | 29歳   | 1976年8月27日    | 大蔵省本省庁舎の屋上から飛び降り |
| 村上知行       | 翻訳家                                     | 自刃/頸部      | 77歳   | 1976年3月23日    | 中国および中国文学の研究者で、三国志・水滸伝・西遊記など四大奇書の現代語訳で知られた。自宅にて鉛筆削り用の小型ナイフで自刃。 |
| 前野霜一郎     | 俳優                                       | 激突死         | 29歳   | 1976年3月23日    | 児玉誉士夫邸セスナ機特攻事件の犯人 |
| 辻まこと       | 詩人、画家                                 | 首吊り         | 62歳   | 1975年12月19日   | 辻潤、伊藤野枝の息子。 |
| 小堀保三郎     | 実業家、自動車技術者                       | 心中/ガス      | 76歳   | 1975年8月30日    | エアバッグの発明者。研究開発に私財を投じ特許も取得したが、発明当初はすぐに実用化されるに至らず、借金苦・生活苦から妻と共にガス心中した（エアバッグの実用化は1980年代で、普及は1990年代中盤以降である）。 |
| 岡真史         | 中学生                                     | 飛び降り       | 12歳   | 1975年7月17日    | 作家高史明の子息。遺稿集として詩集『ぼくは12歳』が出版され、NHKでドラマ化された。 |
| 保倉幸恵       | 女優、モデル                               | 鉄道           | 22歳   | 1975年7月8日     | |
| 齋藤和         | 新左翼テロリスト                           | 青酸カリ       | 27歳   | 1975年5月19日    | 東アジア反日武装戦線「大地の牙」メンバー。部隊の事実上のリーダーとして連続企業爆破事件に関与したとされる。逮捕直後、隠し持っていた青酸カリで取り調べ中に自殺。 |
| 富永美沙子     | 女優                                       | 心中/排ガス    | 41歳   | 1975年5月2日**   | 支笏湖畔にて排ガス心中、5月2日に遺体発見。 |
| 中村英子       | 女優                                       | ガス           | 24歳   | 1975年3月30日    | |
| 村上一郎       | 文芸評論家                                 | 自刃/頸部      | 54歳   | 1975年3月29日    | 三島事件から5年後の自刃。 |
| 杉山登志       | CMディレクター                             | 首吊り         | 37歳   | 1973年12月12日   | |
| 大場啓仁       | 文学者（英米文学者）                       | 心中/飛び降り  | 38歳   | 1973年9月6日     | 立教大学助教授。殺人を犯し、自首の直前に家族を巻き込んで自殺。 |
| 小林美代子     | 作家                                       | 睡眠薬         | 56歳   | 1973年8月18日    | |
| 和田鶴一       | 政治家、元参院議員                         | ガス           | 61歳   | 1973年6月1日     | |
| 大辻伺郎       | 俳優                                       | 首吊り         | 38歳   | 1973年5月21日    | ホテルオークラ東京本館の客室にて自殺。晩年は趣味への投資で抱えた多額の借金で悩んでおり、自殺前日には交通事故を起こして事故相手から暴行を受けていた。 |
| 松本錦四郎     | 俳優                                       | ガス           | 39歳   | 1973年1月20日    | |
| 森恒夫         | 新左翼テロリスト                           | 首吊り         | 28歳   | 1973年1月1日     | 連合赤軍委員長。山岳ベース事件の首謀者。東京拘置所にて獄中自殺。 |
| 弓削太郎       | 映画監督                                   | 首吊り         | 51歳*  | 1973年5月20日**  | 1972年に行方不明となり、1973年5月20日にミイラ化した状態で発見された。 |
| 瀬越憲作       | 囲碁棋士                                   |                | 83歳   | 1972年7月27日    | |
| 川端康成       | 作家                                       | ガス           | 72歳   | 1972年4月16日    | ノーベル文学賞受賞者。逗子マリーナマンション407号室でガス自殺。遺書は無し。 |
| 剣持勇         | インテリアデザイナー                       | ガス           | 59歳   | 1971年6月3日     | |
| 森田必勝       | 右翼活動家                                 | 自刃/割腹      | 25歳   | 1970年11月25日   | 楯の会メンバー。三島由紀夫と共に自刃（三島事件）。 |
| 三島由紀夫     | 作家                                       | 自刃/割腹      | 45歳   | 1970年11月25日   | 市ヶ谷駐屯地にて自衛隊決起を呼び掛ける演説をしたのち割腹（三島事件、檄文）。 |
| 山村政明       | 学生                                       | 焼身           | 25歳   | 1970年10月6日    | 日本に帰化した在日2世。早稲田大学大隈講堂前で焼身。遺稿集『いのち燃えつきるとも』 |
| 半田義之       | 作家                                       |                | 59歳   | 1970年8月2日     | 芥川賞作家（1939年受賞） |
| 河津憲太郎     | 元水泳選手                                 | 焼身           | 55歳   | 1970年3月24日    | 1932年ロサンゼルスオリンピック男子100M背泳ぎの銅メダリスト |
| 太田八重子     | ヌードモデル                               | 入水           | 25歳   | 1969年12月10日   | |
| 高野悦子       | 学生                                       | 鉄道           | 20歳   | 1969年6月24日    | 死後に出版された遺稿集『二十歳の原点』がベストセラーになる |
| 江藤小三郎     | 右翼活動家、陸上自衛官                     | 焼身           | 23歳   | 1969年2月11日    | 江藤新平の曾孫。「覚醒書」を遺し国会議事堂前で焼身。その1年9カ月後に楯の会事件で自決する三島由紀夫に影響を与えたといわれる。 |
| 円谷幸吉       | マラソン選手                               | 自刃/頸部      | 27歳   | 1968年1月9日     | 1964年東京オリンピック男子マラソン銅メダリスト。「父上様 母上様 三日とろゝ美味しうございました」で始まる遺書を記している。 |
| 浅草四郎       | 芸人                                       | 首吊り         | 40歳?  | 1968年           | 病院で入院中に自殺。 |
| 由比忠之進     | 反戦運動家                                 | 焼身           | 73歳   | 1967年11月12日   | ベトナム戦争に賛同する日本政界への抗議として、首相官邸前で焼身自殺。由比の自殺は1963年6月のティック・クアン・ドック師の焼身を範としている。 |
| 丸井太郎       | 俳優                                       | ガス           | 31歳   | 1967年9月6日     | |
| 安平鹿一       | 政治家、元衆院議員                         |                | 65歳   | 1967年1月17日    | 日本社会党の元衆議院議員。1960年に病気で政界を退いたあと自宅療養していたが、1967年1月17日に自宅で死亡しているところを発見された。検死の結果、自殺と判明した。 |
| 谷晃           | 俳優、演出家                               | 首吊り         | 55歳   | 1966年8月11日    | |
| 市川團蔵       | 歌舞伎役者                                 | 入水           | 84歳   | 1966年6月4日     | |
| 柳家きん平     | 落語家                                     | 鉄道           | 44歳   | 1966年4月24日    | |
| 谷口ひとみ     | 漫画家                                     | 睡眠薬         | 18歳   | 1966年4月10日    | 当初急性腎不全が死因としていたが、没後42年にあたる2008年に失恋による自殺が遺族によって判明する。 |
| 清村耕次       | 俳優                                       | 首吊り         | 40歳   | 1966年2月1日     | |
| 島田屯         | 俳優                                       | 心中/ガス      | 48歳   | 1965年11月7日    | 息子と共に心中。 |
| 小泉軍治       | 柔道家                                     | 窒息           | 79歳   | 1965年4月15日    | 柔道をイギリスに紹介し「イギリス柔道の父」と呼ばれた人物。 |
| 奥浩平         | 学生                                       | 睡眠薬         | 21歳   | 1965年3月6日     | 学生運動活動家。死後、遺稿集『青春の墓標』が出版された。 |
| 伊集院浩       | 新聞記者、プロレス解説者                   | 自刃/割腹      | 55歳   | 1963年2月20日    | 元毎日新聞記者。 |
| 小川菊松       | 実業家                                     | 猟銃           | 74歳   | 1962年7月3日     | 誠文堂新光社創業者・社長。 |
| 永利勇吉       | 元プロ野球選手                             | 鉄道           | 41歳   | 1962年6月27日    | |
| 岸上大作       | 歌人                                       | 首吊り         | 21歳   | 1960年12月5日    | |
| 山口二矢       | 浅沼稲次郎暗殺犯                           | 首吊り         | 17歳   | 1960年11月2日    | |
| 浮世亭夢若     | 芸人                                       | 睡眠薬         | 45歳   | 1960年10月5日    | 漫才コンビ・松鶴家光晴・浮世亭夢若のメンバー。一部関係者が自殺を否定している。 |
| 名取春仙       | 画家、浮世絵師                             | 服毒           | 74歳   | 1960年3月30日    | 青山にある高徳寺の先祖の墓前にて妻と共に服毒 |
| 火野葦平       | 作家                                       | 睡眠薬         | 53歳   | 1960年1月24日    | 当初は病死と思われたが、後に自殺の経緯を記したノートが発見される。13回忌で公表された。 |
| 竹脇昌作       | アナウンサー                               | 首吊り         | 49歳   | 1959年11月9日    | 元NHKアナウンサー。俳優竹脇無我の父。 |
| 谷山豊         | 数学者                                     | ガス           | 31歳   | 1958年11月17日   | |
| 坂本睦子       | ホステス                                   | 睡眠薬         | 44歳   | 1958年4月15日    | 大岡昇平の小説『花影』のモデル。戦前文壇のミューズ。長く大岡と愛人関係にあったが、別離の1年後に自殺。 |
| 久保栄         | 劇作家、演出家                             | 首吊り         | 57歳   | 1958年3月15日    | |
| 愛新覚羅慧生   | 学生                                       | 心中/拳銃      | 19歳   | 1957年12月10日   | 愛新覚羅溥儀の姪。同級生男性と情死。※ただし異説もあり。天城山心中事件参照。 |
| 楠木繁夫       | 歌手                                       | 首吊り         | 51歳   | 1956年12月14日   | 流行歌歌手。戦前の歌謡界をリードした歌手の一人。 |
| 岡田壽吉       | 政治家、元市長                             | 首吊り         | 62歳?  | 1956年11月18日** | 元長崎県長崎市長。1949年3月6日に失踪。失踪から7年以上経過してから、八郎岳で白骨死体が見つかり、自殺と断定された。 |
| 石川力夫       | ヤクザ                                     | 飛び降り       | 30歳   | 1956年2月2日     | 藤田五郎の小説『仁義の墓場』のモデル。服役中に自殺。 |
| 服部達         | 文芸評論家                                 | 凍死           | 33歳   | 1956年1月1日     | 睡眠薬服用のうえ真冬の八ヶ岳に分け入り凍死。遺体は半年のあいだ発見されなかった。 |
| 守安祥太郎     | ピアニスト                                 | 鉄道           | 31歳   | 1955年9月28日    | |
| 加藤道夫       | 劇作家                                     | 首吊り         | 35歳   | 1953年12月22日   | 女優・加藤治子の最初の夫（未亡人となった治子は後に俳優の高橋昌也と再婚したが、高橋とは1973年に離婚した）。 |
| 久坂葉子       | 作家                                       | 鉄道           | 21歳   | 1952年12月31日   | |
| 原民喜         | 作家                                       | 鉄道           | 45歳   | 1951年3月13日    | |
| 原田慶吉       | 法学者                                     | 首吊り         | 47歳   | 1950年9月1日     | 東京大学法学部教授。ローマ法学者。 |
| 木村荘太       | 作家、翻訳家                               | 首吊り         | 61歳   | 1950年4月15日    | 成田山公園にて縊死。4月16日朝、自殺死体が発見された |
| 菅季治         | 哲学者                                     | 鉄道           | 32歳   | 1950年4月6日     | 徳田要請問題で追及され、証人喚問の翌日に自殺。 |
| 山崎晃嗣       | 会社社長                                   | 青酸カリ       | 26歳   | 1949年11月24日   | 光クラブ社長。光クラブ事件で自殺。 |
| 田中英光       | 作家                                       | 自刃/手首      | 36歳   | 1949年11月3日    | 太宰治の墓前で睡眠薬服用の上手首を切って自殺 |
| 東浦庄治       | 政治家、現職参院議員                       | 首吊り         | 51歳   | 1949年9月2日     | 緑風会所属、東大講師、農業共済保険協会会長。 |
| 殿田孝次       | 政治家、元衆院議員                         | 首吊り         | 45歳   | 1949年8月10日    | 金沢市内の自宅で自殺。 |
| 太宰治         | 作家                                       | 心中/入水      | 38歳   | 1948年6月13日    | 山崎富栄と共に玉川上水へ入水。富栄による無理心中説あり。 |
| 長沢延子       | 詩人                                       | 服毒           | 17歳   | 1949年6月1日     | 1946年に入水を遂げた原口統三に強い影響を受けたとされる。遺稿集『友よ私が死んだからとて』 |
| 高木正得       | 華族、昆虫学者                             | 首吊り         | 54歳   | 1948年11月1日**  | 元貴族院議員。1948年7月8日、青酸カリを携えて遺書を残し失踪。その4カ月後、奥多摩の山中で白骨となって発見された。 |
| 山上光治       | ヤクザ                                     | 拳銃           | 25歳*  | 1948年3月23日    | 映画『仁義なき戦い 広島死闘篇』のモデル。 |
| 中澤節子       | 学生                                       | 服毒           | 17歳   | 1947年9月        | 「哲学少女の自殺」として報道され、遺稿集『花ちりぬ』が出版された。 |
| 清水澄         | 法学者、枢密院議長                         | 入水           | 78歳   | 1947年9月25日    | 最後の枢密院議長。新憲法施行に際し、「幽界より国体を護持し今上陛下の御在位を見守らんと欲する」がゆえに自決した。明治憲法に殉じたとも言われる。遺言の全文と詳細は清水澄を参照。 |
| 安達二十三     | 軍人、陸軍中将                             | 自刃/割腹      | 57歳   | 1947年9月10日    | ニューギニア方面司令官。終戦後、すべての部下が解放されるのを待って自決。のちに作家山田風太郎は、その著書の中で、安達の身の処し方を極めて肯定的に評価している。 |
| 原口統三       | 学生、詩人                                 | 入水           | 19歳   | 1946年10月25日   | 『二十歳のエチュード』の作者 |
| 草場辰巳       | 軍人、陸軍中将                             | 青酸カリ       | 58歳   | 1946年9月17日    | 山崎豊子の小説『不毛地帯』に登場する秋津中将（秋津紀武）のモデルといわれる。 |
| 安藤利吉       | 軍人、陸軍大将                             | 服毒           | 62歳   | 1946年6月19日    | |
| 蓑田胸喜       | 思想家                                     | 首吊り         | 52歳   | 1946年1月30日    | 慶應義塾大学教授。戦中右翼の理論的指導者の一人だったが、終戦後に自殺。発狂による横死との説もある。 |
| 近衛文麿       | 華族、政治家                               | 青酸カリ       | 54歳   | 1945年12月16日   | 元首相。GHQより戦争犯罪容疑で出頭命令を受けていた。 |
| 納見敏郎       | 軍人、陸軍中将                             | 服毒           | 51歳   | 1945年12月13日   | |
| 本庄繁         | 軍人、陸軍大将                             | 自刃/割腹      | 69歳   | 1945年11月30日   | 終戦時すでに現役を退いていたが、GHQからの戦犯指定を受け、陸軍大学校の理事長室にて割腹。 |
| 吉本貞一       | 軍人、陸軍大将                             | 自刃/割腹      | 58歳   | 1945年9月14日    | |
| 橋田邦彦       | 医学者、元文部大臣                         | 青酸カリ       | 63歳   | 1945年9月14日    | 第2次・第3次近衛内閣・東條内閣で文部大臣 |
| 小泉親彦       | 軍人、陸軍軍医総監                         | 自刃/割腹      | 61歳   | 1945年9月13日    | 第3次近衛内閣・東條内閣で厚生大臣 |
| 杉山元         | 軍人、陸軍大将                             | 拳銃           | 65歳   | 1945年9月12日    | 大戦期の指導部で陸軍大臣、参謀総長など要職を歴任。夫自決の報を聞いた妻啓子も後を追って自決した。 |
| 三浦襄         | 実業家                                     | 拳銃           | 57歳   | 1945年9月7日     | 大東亜戦争の大義を信じインドネシアの独立のために活動した実業家。日本の敗戦によってバリ島の人々との約束を果たせなくなったため、彼らに詫び、「日本人皆の責任を負って」自決した。 |
| 倉場富三郎     | 実業家、水産学者                           | 首吊り         | 74歳   | 1945年8月26日    | トーマス・グラバーの息子 |
| 田中静壱       | 軍人、陸軍大将                             | 拳銃           | 57歳   | 1945年8月24日    | |
| 甘粕正彦       | 軍人、元陸軍憲兵大尉                       | 青酸カリ       | 54歳   | 1945年8月20日    | 満映理事長。 |
| 蓮田善明       | 文芸評論家、軍人                           | 拳銃           | 41歳   | 1945年8月19日    | 三島由紀夫の思想形成に大きな影響を与えた人物 |
| 晴気誠         | 軍人、陸軍少佐                             | 自刃/割腹 拳銃 | 32歳   | 1945年8月17日    | 大本営参謀。敗戦に責任を感じており、軍刀で割腹した上、拳銃を用い自決した。 |
| 大西瀧治郎     | 軍人、海軍中将                             | 自刃/割腹      | 54歳   | 1945年8月16日    | 特攻の父と呼ばれた軍人。手当てを拒否し、介錯を付けずに割腹、15時間余り苦しんだ末に果てたという。 |
| 岡本清福       | 軍人、陸軍中将                             | 拳銃           | 51歳   | 1945年8月15日    | 赴任先のチューリッヒの自宅で自殺。 |
| 寺本熊市       | 軍人、陸軍中将                             | 自刃/割腹      | 56歳   | 1945年8月15日    | |
| 阿南惟幾       | 軍人、陸軍大将                             | 自刃/割腹      | 58歳   | 1945年8月15日    | 鈴木貫太郎内閣で陸軍大臣だった時に終戦を迎え、自決。内閣制度発足以来、現職閣僚として自殺した最初の人物となった（2人目はその62年後の松岡利勝）。 |
| 古賀秀正       | 軍人、陸軍少佐                             | 自刃/割腹      | 26歳   | 1945年8月15日    | 玉音放送直前に発生したクーデター未遂事件（宮城事件）の首謀者の一人。割腹の上、口内に拳銃を用いた。 |
| 椎崎二郎       | 軍人、陸軍中佐                             | 自刃/割腹 拳銃 | 33歳   | 1945年8月15日    | 玉音放送直前に発生したクーデター未遂事件（宮城事件）の首謀者の一人。畑中健二と共に皇居前で自決。軍刀を腹に突き刺し、更に拳銃を用いた。 |
| 畑中健二       | 軍人、陸軍少佐                             | 自刃/割腹 拳銃 | 33歳   | 1945年8月15日    | 玉音放送直前に発生したクーデター未遂事件（宮城事件）の首謀者の一人。椎崎二郎と共に皇居前で自決。腹を切り、更に拳銃で頭部を撃ち抜いた。 |
| 布井良助       | テニス選手                                 | 拳銃           | 36歳   | 1945年7月21日    | 出征先のビルマで自殺。 |
| 牛島満         | 軍人、陸軍中将                             | 自刃/割腹      | 57歳   | 1945年6月23日    | 沖縄守備軍司令官。参謀長長勇中将らと共に自決、これをもって沖縄戦は終結した。 |
| 大田実         | 軍人、海軍少将                             | 拳銃           | 54歳   | 1945年6月13日    | 沖縄戦の指揮官の一人で、根拠地隊司令官。自決直前の打電には「沖縄県民かく戦へり 県民に対し後世特別の御高配を賜らんことを」と。全文と現代語訳は大田実#海軍次官宛の電報参照。 |
| 水上源蔵       | 軍人、陸軍少将                             | 拳銃           | 55歳   | 1944年8月4日     | ミイトキーナの戦いにおいて、残存将兵らの命を救うため、玉砕命令に背いて撤退命令を発する。部下らの脱出を見届けた後、ひとり陣地に留まり、命令違反の責任を取って拳銃自決した。 |
| 中野正剛       | 政治家、現職衆院議員                       | 自刃/割腹      | 57歳   | 1943年10月26日   | ジャーナリスト出身の右翼政治家。東方会総裁。東条英機と対立し特高警察に拘束される（中野正剛事件）。釈放後に自殺。 |
| 木村庄助       | 99                                         | 睡眠薬         | 22歳   | 1943年5月13日    | 太宰治『パンドラの匣』のモデルとなった日記の筆者。 |
| 菅源三郎       | 船長                                       | 自刃/割腹      | 60歳   | 1942年5月20日    | 1942年5月17日に発生した長崎丸沈没事故において、長崎丸側には責任なしと判断が下ったものの、船長としての責任を感じて自殺。 |
| 関屋敏子       | 声楽家、作曲家                             | 睡眠薬         | 37歳   | 1941年11月23日   | |
| 横田忠夫       | 政治家、元市議                             | 自刃/頸部      | 40歳   | 1940年10月3日    | 盛岡市内の交番で剃刀を首に当て、自殺。 |
| 西川吉之助     | 教育者                                     | 入水           | 65歳   | 1940年7月18日    | ろう教育において口話法教育の普及を推進した教育者。病苦により自殺。 |
| 林忠次郎       | 臼井霊気療法師範                           | 自刃/割腹      | 62歳*  | 1940年5月11日    | 臼井霊気療法の創始者臼井甕男から霊気療法の施術を伝授されたうちの一人で、霊気療法を西洋社会に紹介した高田ハワヨに施術技術を伝授した人物。戦時下、予備役将校として軍への復帰を求められていたが、戦争への加担を是とせず自決。                                                                                            |
| 江口きち       | 歌人                                       | 服毒           | 25歳   | 1938年12月2日    | 兄と共に服毒 |
| 初代桂ざこば   | 落語家                                     |                | 72歳   | 1938年9月19日    | |
| 都井睦雄       | 津山三十人殺しの犯人                       | 猟銃           | 21歳   | 1938年5月21日    | 前代未聞の大量殺戮事件を起こしたあと、当日に自殺。 |
| 太田収         | 実業家                                     | 青酸カリ       | 48歳   | 1938年5月28日    | 株式取引に失敗し山一証券社長を辞任したのち自殺。 |
| 田中弥         | 軍人、陸軍大尉                             | 拳銃           | 36歳   | 1936年10月18日   | |
| 堤正之         | 軍人、海軍少佐                             | 拳銃           | 33歳   | 1936年6月17日    | 遺書を残さず自決したが、二・二六事件に何らかの関わりがあったとされる。 |
| 佐分眞         | 画家                                       | 首吊り         | 37歳   | 1936年4月23日    | 遺書3通残し自宅アトリエで縊死 |
| 牧野信一       | 作家                                       | 首吊り         | 39歳   | 1936年3月24日    | |
| 河野寿         | 軍人、陸軍大尉                             | 自刃/割腹      | 28歳   | 1936年3月6日     | 二・二六事件で牧野伸顕を襲撃した部隊の指揮官。牧野殺害を果たせず負傷して捕縛され、入院先の病院にて果物ナイフで自刃。 |
| 野中四郎       | 軍人、陸軍大尉                             | 拳銃           | 32歳   | 1936年2月29日    | 二・二六事件で警視庁を襲撃。事件収束の29日、陸相官邸で自決。 |
| 別所佐吉       | 99                                         | 猟銃           | 73歳*  | 1935年10月24日   | 千島列島開拓を試みた千島報效義会の会員の一人。報效義会が解散したのちも最後まで占守島に残った。死後、占守島には「別所翁之碑」が建立されている。 |
| 山田長三郎     | 軍人、陸軍大佐                             | 自刃/割腹      | 48歳   | 1935年10月5日    | 兵務課長。永田鉄山軍務局長殺害事件（相沢事件）において現場におり、上官を見捨てて逃げたと批判される。事件から2カ月後に自宅にて自決。 |
| 翠川秋子       | アナウンサー                               | 心中/入水      | 45歳   | 1935年8月20日    | 日本初の女性アナウンサー。29歳の男性と房総沖にて入水。 |
| 片多徳郎       | 画家                                       | 首吊り         | 44歳   | 1934年4月28日    | |
| 佐藤次郎       | テニス選手                                 | 入水           | 26歳   | 1934年4月5日     | デビスカップ欧州遠征からの帰途、マラッカ海峡にて投身。 |
| 高倉徳太郎     | 牧師、神学者                               | 首吊り         | 48歳   | 1934年4月3日     | 植村正久の後継者。牧会に悩み自殺。 |
| 岩倉靖子       | 華族                                       | 自刃/頸部      | 20歳   | 1933年12月21日   | 岩倉具張の三女。赤化華族事件により検挙、起訴され、保釈後に自殺。 |
| 熊谷巌         | 政治家、現職衆院議員                       | 首吊り         | 50歳   | 1933年11月2日    | 東京市芝区（現東京都港区）の自宅で自殺。 |
| 阪東妻之助     | 俳優                                       | 心中/入水      | 27歳   | 1933年6月20日    | 初期阪妻プロのスター。交際相手の女給・渡邊あきゑと共に静岡県熱海市の錦ヶ浦海岸で投水心中。 |
| 高輪芳子       | 歌手                                       | ガス           | 18歳   | 1932年12月12日   | 交際相手のファッション評論家・中村進治郎の居室で、中村と情死を図ったが、中村は蘇生した。 |
| 近藤柏次郎     | ピアニスト                                 | 心中/ガス      | 31歳   | 1932年7月13日    | 新橋の芸妓と自宅で心中。 |
| 勝精           | 華族、実業家                               | 心中/睡眠薬    | 43歳   | 1932年7月11日    | 徳川慶喜の十男。妾宅にてカルモチンによる心中。 |
| 空閑昇         | 軍人、陸軍少佐                             | 拳銃           | 44歳   | 1932年3月28日    | 第一次上海事変において中国国民党軍の捕虜となった大隊長。捕虜となったことを恥じ、捕虜交換によって帰還した後、自らの部隊が戦った戦地に戻り割腹の上拳銃自決した。 |
| 毛利輝夫       | 俳優                                       | 心中/鉄道      | 23歳   | 1931年3月20日    | 松竹蒲田のスター。『朗かに歩め』などに出演。同所事務員の大町弘子と共に鉄道心中。 |
| 西ノ海         | 元力士、横綱                               | 首吊り         | 50歳   | 1931年1月27日    | |
| 高根義人       | 法学者                                     | 首吊り         | 62歳   | 1930年7月14日    | 元京都帝国大学教授。京都法政学校（現在の立命館大学の前身）の講師も勤めた。病気を苦に自殺。 |
| 草刈英治       | 軍人、海軍少佐                             | 自刃/割腹      | 38歳   | 1930年5月20日    | 国際水路会議から帰国後、東京へ向かう東海道本線寝台車の車内で割腹。ロンドン海軍軍縮条約を巡る政府上層部の弱腰と統帥権干犯に憤り、財部彪海軍大臣の暗殺を企図したが果たせず、死をもって条約批准に抗議したとも。 |
| 生田春月       | 詩人                                       | 入水           | 38歳   | 1930年5月19日    | 神戸を出港し今治を経て別府に向かっていた船から投身。 |
| 金子みすゞ     | 詩人                                       | 睡眠薬         | 26歳   | 1930年3月10日    | |
| 江木欣々       | 芸者                                       | 首吊り         | 53歳   | 1930年2月20日    | 大正三美人の一人 |
| 羽太鋭治       | 医師、性科学者                             | 睡眠薬         | 50歳   | 1929年8月31日    | 前年に脳溢血に倒れた上、薬の開発と著書を巡るトラブルを抱え込んでいた。カルモチン300錠を飲み2日後に死去。 |
| 渡辺政之輔     | 労働運動家                                 | 拳銃           | 29歳   | 1928年10月6日    | 非合法時代の共産党書記長。台湾の基隆市にて官憲に包囲され自決、客死。 |
| 伊勢ノ濱       | 元力士、大関                               | 服毒           | 44歳   | 1928年5月17日    | 大量の酒と猫いらずを飲み自殺 |
| 和田久太郎     | 福田雅太郎狙撃犯                           | 首吊り         | 35歳   | 1928年2月20日    | 無期懲役での服役中に秋田刑務所で首吊り |
| 水城圭次       | 軍人、海軍大佐                             | 自刃/頸部      | 44歳   | 1927年12月26日   | 美保関事件時の軽巡洋艦「神通」艦長。軍法会議判決前日、事故の責任を一身に負い自宅にて自決。 |
| 芥川龍之介     | 作家                                       | 睡眠薬         | 35歳   | 1927年7月24日    | 久米正雄に宛てた「或旧友へ送る手記」を遺して自殺。 |
| 池田政佑       | 軍人、陸軍少佐                             | 拳銃           | 43歳   | 1926年12月30日   | 大正天皇崩御の5日後に殉死 |
| 岩淵熊次郎     | 鬼熊事件の犯人                             | 自刃/頸部      | 35歳*  | 1926年9月30日    | |
| 森丑之助       | 人類学者                                   | 入水           | 49歳   | 1926年7月4日     | 台湾先住民の研究者。台湾博物館主事。関東大震災による研究資料・未刊原稿の焼失を悲観していたとも言われるが確証はないという。 |
| 太田圓三       | 土木技術者、鉄道技師                       |                | 45歳   | 1926年3月21日    | 帝都復興院土木局長。遺書はなく、復興局疑獄事件での検挙による心労を原因とする突発的自殺とされる。 |
| 久野久         | ピアニスト                                 | 飛び降り       | 38歳   | 1925年4月20日    | 日本初のピアニスト。ウィーンにて客死。事故説あり。 |
| 清水澄子       | 女学生                                     | 鉄道           | 15歳   | 1925年1月7日     | 死後、遺稿集『さゝやき』が刊行される。 |
| ジャグラー操一 | 奇術師                                     | 首吊り         | 67歳*  | 1924年5月27日    | |
| 有島武郎       | 作家                                       | 心中/首吊り    | 45歳   | 1923年6月9日     | 不倫関係にあった波多野秋子と共に軽井沢の別荘で首吊り。7月7日に発見される。決行から1カ月経過していたため、2人の遺体には壮絶な量の蛆が湧いていたという。 |
| 野村隈畔       | 哲学者、文明批評家                         | 心中/入水      | 37歳   | 1921年11月5日**  | 聴講生の女性と共に入水。津田沼海岸で遺体が発見される。 |
| 朝日平吾       | 安田善次郎殺害犯                           | 自刃/頸部      | 31歳   | 1921年9月28日    | 安田善次郎を刺殺した後、その場で自刃。 |
| 西川嘉義       | 名古屋西川流舞踊家                         |                | 58歳   | 1921年3月21日    | 長女の早い死去や流派争いに悲観し自殺。 |
| 佐野友三郎     | 図書館学者、教育者                         | 首吊り         | 56歳   | 1920年5月13日    | 日本における近代図書館の黎明期を支えた人物。 |
| 松井須磨子     | 女優                                       | 首吊り         | 32歳   | 1919年1月5日     | 島村抱月の後を追い、2カ月後に自殺。 |
| 押川則吉       | 貴族院議員                                 | 首吊り         | 55歳   | 1918年2月18日    | 当時の八幡製鉄所長官だったが、議会で製鉄所鋼片払下事件を追及され、自殺。 |
| 岩本栄之助     | 実業家、株式仲買人                         | 拳銃           | 39歳   | 1916年10月27日   | 大阪の中之島公会堂を建設した人物。 |
| 高木顕明       | 僧侶、大逆事件被告                         | 首吊り         | 50歳   | 1914年6月24日    | 無期懲役の服役中に秋田刑務所にて首吊り。 |
| 関寛斎         | 医師（蘭方医）                             | 服毒           | 82歳   | 1912年10月15日   | |
| 乃木希典       | 軍人、陸軍大将                             | 自刃/割腹      | 62歳   | 1912年9月13日    | 明治天皇の大葬が終わった夜、妻静子と共に殉死。 |
| 乃木静子       | 乃木希典の妻                               | 自刃/胸部      | 52歳   | 1912年9月13日    | 夫と共に殉死。 |
| 御船千鶴子     | 千里眼騒動の超能力者                       | 服毒           | 24歳   | 1911年1月18日    | 重クロム酸カリウムによる服毒自殺 |
| 酒匂常明       | 官僚（農商）、農学者                       | 拳銃           | 47歳   | 1909年7月11日    | 日本製糖の社長として、日糖事件の責任を取り自殺。 |
| 得能関四郎     | 剣術家、警察官                             | 自刃/咽喉部    | 66歳   | 1908年7月17日    | 直心影流の剣客、大日本武徳会範士。病気を苦にしての自殺といわれる。 |
| 川上眉山       | 作家                                       | 自刃/頸部      | 39歳   | 1908年6月15日    | |
| 山田忠兵衛     | 政治家、元衆院議員                         | 投身           | 66歳   | 1907年11月12日   | 鎌倉の円覚寺の古井戸に投身自殺。遺体は12月22日に発見された。 |
| 安藤亀太郎     | 政治家、元衆院議員                         | 首吊り         | 45歳   | 1905年2月1日     | |
| 藤村操         | 学生                                       | 飛び降り       | 16歳   | 1903年5月22日    | 華厳滝に投身。大きく報じられ、以来、華厳滝は自殺の名所となった。 |
| 森川清治郎     | 警察官                                     | 拳銃           | 42歳*  | 1902年4月7日     | 日清戦争直後の台湾に勤務した警察官。任務のかたわら教育の普及・環境衛生の改善に尽力し現地の人々にも慕われたという。新たに定められた漁業税に関し台湾総督府に免減を訴えるも訓戒処分を受け、失意のうちに自決した。 |
| 藤野古白       | 俳人、劇作家                               | 拳銃           | 23歳   | 1895年4月12日    | 正岡子規の従弟 |
| 北村透谷       | 詩人                                       | 首吊り         | 25歳   | 1894年5月16日    | |
| 加藤直矢       | 治水家                                     | 自刃           | 42歳   | 1892年2月13日    | 赤川の治水事業に尽力した。竣工の翌年に自刃。 |
| 畠山勇子       | 99                                         | 自刃/頸部      | 25歳   | 1891年5月20日    | 大津事件に際し、死をもってロシア皇太子ニコライに謝罪するために自刃した女性。 |
| 来島恒喜       | 右翼活動家                                 | 自刃/咽喉部    | 29歳   | 1889年10月18日   | 政治結社玄洋社社員で、大隈重信外務大臣襲撃事件の実行犯。爆裂弾による暗殺を狙ったが果たせず、その場で自決。大隈は右足切断の重傷を負った。 |
| 山本竹雲       | 篆刻家                                     | 入水           | 69歳   | 1888年4月27日    | 京都東山の稚児ヶ池にて入水。茶人としても知られた人物で、入水した池の畔には丁寧にたたまれた羽織と揃えられた下駄、そして茶道具が並べられていた。 |
| 箱田六輔       | 自由民権運動家                             | 自刃/割腹      | 37歳   | 1888年1月19日    | 政治結社玄洋社の指導者の一人 |
| 玉乃世履       | 裁判官、初代大審院長                       |                | 60歳   | 1886年8月8日     | その公正な裁きから「明治の大岡」と呼ばれた人物。 |
| 川上冬崖       | 画家                                       | 首吊り         | 52歳   | 1881年5月3日     | 清国公使館への地図漏洩疑惑（地図密売事件）に巻き込まれ、熱海にて客死。詳細不明。 |
| 江木高遠       | 官僚（外務）                               | 拳銃           | 30歳   | 1880年6月6日     | |

## 近代以前
ここでは近代以前の人物、具体的には幕末の動乱期より以前の人物について一覧する。なお、近世における処刑の一様式としての切腹・賜死といった例については収載していない。
凡例
- 没年齢は満年齢ではなく数え年で統一した（正確な生年月日が不明の者が多いため。没年月日は太陽暦に換算した日付である）。
- 補足欄が† グレーになっている人物は、戦乱において自害した人物である。補足欄のソートボタンで年代順に再配列される。

| 名前         | 職業/肩書き/地位               | 手段        | 没年齢 | 没年月日       | 備考/補足/関連 |
| ------------ | ------------------------------ | ----------- | ------ | -------------- | --- |
| 西郷隆盛     | 武士、薩摩藩士、政治家、軍人   | 自刃        | 50歳*  | 1877年9月24日  | † 西南戦争城山決戦において、「もう、ここらでよか」と自決。介錯した別府晋介もその場で自決した。 |
| 玉木文之進   | 武士、長州藩士、兵学者、教育者 | 自刃/切腹   | 67歳*  | 1876年11月6日  | 松下村塾の創立者で吉田松陰の叔父。松陰の死後も藩政に関わり、明治2年に引退。その後ふたたび松下村塾を開いて後進の指導に当たったが、1876年（明治9年）の萩の乱に多くの門下生が参加、その責任を取り自刃した。 |
| 相馬主計     | 武士、新選組隊長               | 自刃/切腹   | 41歳*  | 1875年         | 生年は1843年とも。新選組最後の隊長。 |
| 山城屋和助   | 御用商人                       | 自刃/切腹   | 37歳*  | 1872年12月29日 | 山城屋事件 |
| 島津久治     | 武士、薩摩藩家老               | 拳銃        | 32歳*  | 1872年2月12日  | 島津久光の子で宮之城家当主。島津家系図では急病が原因とされているが、西郷隆盛が大久保利通に宛てた書簡ではピストル自殺と明言されている。 |
| 川路聖謨     | 武士、旗本                     | 拳銃        | 68歳*  | 1868年4月7日   | 幕末の名官吏と謳われた人物。引退後、江戸城開城の報を聞き、割腹の上拳銃を用いた。 |
| 沢村惣之丞   | 武士、土佐藩士                 | 自刃/切腹   | 26歳*  | 1868年2月18日  | 海援隊隊士。長崎の町を警備中、薩摩藩士を誤って殺してしまい、薩摩との軋轢を恐れ割腹。 |
| 堀直虎       | 大名（江戸期）                 |             | 33歳*  | 1868年2月10日  | 須坂藩主。諌死とも言われる。 |
| 山南敬助     | 武士、新選組隊士               | 自刃/切腹   | 33歳*  | 1865年3月20日  | 異説あり。 |
| 真木和泉     | 神職、久留米藩士               | 自刃        | 52歳*  | 1864年8月22日  | † 禁門の変に敗れ自刃。 |
| 久坂玄瑞     | 武士、長州藩士                 | 自刃        | 25歳*  | 1864年8月20日  | † 禁門の変に敗れ寺島忠三郎と共に自刃。 |
| 寺島忠三郎   | 武士、長州藩士                 | 自刃        | 21歳*  | 1864年8月20日  | † 禁門の変に敗れ久坂玄瑞と共に自刃。 |
| 入江九一     | 武士、長州藩士                 | 自刃/切腹   | 28歳*  | 1864年8月20日  | † 禁門の変に敗れ自刃。 |
| 池田仲建     | 大名（江戸期）                 |             | 24歳*  | 1864年7月30日  | 鹿奴藩主。本家の池田慶徳への諌死。 |
| 宮部鼎蔵     | 武士、熊本藩士                 | 自刃        | 45歳*  | 1864年7月8日   | † 池田屋事件。応戦するも負傷し自刃。 |
| 吉田稔麿     | 武士、長州藩士                 | 自刃        | 24歳*  | 1864年7月8日   | † 池田屋事件。討ち死とも。 |
| 望月亀弥太   | 武士、土佐藩士                 | 自刃        | 27歳*  | 1864年7月8日   | † 池田屋事件。脱出するも長州藩邸前で自刃。 |
| 田中新兵衛   | 武士、薩摩藩士                 | 自刃        | 32歳*  | 1863年7月11日  | 朔平門外の変における姉小路公知暗殺の実行犯として捕縛され自刃。 |
| 高橋多一郎   | 武士、水戸藩士                 | 自刃        | 47歳*  | 1860年4月13日  | † 桜田門外の変の首謀者の一人。井伊暗殺の報を大坂にて受け取るも、幕吏に追い詰められ息子と共に自刃。 |
| 有村次左衛門 | 武士、薩摩藩士                 | 自刃        | 22歳*  | 1860年3月24日  | † 桜田門外の変において井伊直弼の首級を取るも追い詰められ自刃。桜田門外の変では山口辰之介らをはじめ有村の他にも多くの者が自刃・獄死した。 |
| 月照         | 僧侶                           | 入水        | 46歳*  | 1858年12月20日 | 錦江湾で西郷隆盛と共に入水。月照はこの時亡くなったが、西郷は一命を取り留めた。 |
| 大原幽学     | 農政学者                       | 自刃/切腹   | 62歳*  | 1858年4月21日  | 二宮尊徳、大蔵永常と同時代の農民指導者。下総国長部村を拠点に農業技術の指導・農民の教化・村落改革に尽力した人物で、1838年（天保9年）に先祖株組合という世界初の農業協同組合を創設した人物。 |
| 源清麿       | 刀工                           | 自刃/切腹   | 43歳*  | 1855年1月2日   | 山浦清麿とも。江戸三作と呼ばれた名工。 |
| 市川團十郎   | 歌舞伎役者                     |             | 32歳*  | 1854年9月27日  | 八代目市川團十郎。面長の美貌で人気を博した二枚目だったが、突如自殺。動機不明。 |
| 高野長英     | 蘭学者、医師                   | 自刃/咽喉部 | 47歳*  | 1850年12月3日  | 蛮社の獄のあと薬品で顔を変え長く追手を逃れていたが捕縛される。その際に応戦、喉を突いて自害したとされるが、踏み込んだ幾人もの役人に殴打されたことで死亡したとする説がある。 |
| 渡辺崋山     | 画家、田原藩家老               | 自刃/切腹   | 49歳*  | 1841年11月23日 | 蛮社の獄 |
| 小関三英     | 蘭学者、医師                   | 自刃        | 53歳*  | 1839年6月27日  | 蛮社の獄 |
| 大塩平八郎   | 儒学者、陽明学者               | 火薬        | 45歳*  | 1837年5月1日   | † 大塩平八郎の乱を主導。逃亡の後、養子と共に自害。 |
| 市川團之助   | 歌舞伎役者                     |             | 32歳*  | 1817年12月9日  | 三代目市川團之助。病と興行元の経営不振を苦にして自殺。 |
| 松平康英     | 武士、長崎奉行                 | 自刃/切腹   | 41歳*  | 1808年10月6日  | フェートン号事件の責任を取り自害。 |
| 高山彦九郎   | 尊王思想家                     | 自刃/切腹   | 47歳*  | 1793年8月4日   | 寛政の三奇人の一人 |
| 平田靱負     | 薩摩藩家老                     | 自刃/切腹   | 50歳*  | 1755年7月4日   | 宝暦治水の責任をとって自害。 |
| 伊丹勝守     | 大名（江戸期）                 |             | 26歳*  | 1698年10月18日 | 徳美藩主。発狂し厠で自害。 |
| 織田信武     | 大名（江戸期）                 |             | 40歳*  | 1694年12月16日 | 宇陀松山藩主 |
| 堀田正信     | 大名（江戸期）                 | 自刃/咽喉部 | 50歳*  | 1680年6月26日  | 元佐倉藩主。徳川家綱の死去後に殉死。 |
| 松平光通     | 大名（江戸期）                 |             | 39歳*  | 1674年4月29日  | 福井藩主 |
| 鈴木重成     | 幕臣（江戸期）                 | 自刃/切腹   | 66歳*  | 1653年12月4日  | 天草代官。租税半減を幕府から棄却され、抗議の為に切腹。これに驚いた幕府は慌てて減免を前向きに検討し、遂に実現した。このために、天草の郡内には重成を祀った鈴木神社が建立され、名代官として長く追慕される存在となった。                                                                                           |
| 由井正雪     | 軍学者（江戸期）               | 自刃        | 47歳*  | 1651年9月10日  | † 慶安の変を主導するも決起寸前に計画を密告され、町奉行の捕り方に囲まれ自刃。 |
| 内田正信     | 大名（江戸期）                 |             | 39歳*  | 1651年6月8日   | 鹿沼藩主。徳川家光の死去後に殉死。 |
| 堀田正盛     | 大名（江戸期）                 |             | 44歳*  | 1651年6月8日   | 佐倉藩主。徳川家光の死去後に殉死。 |
| 阿部重次     | 大名（江戸期）                 |             | 54歳*  | 1651年6月8日   | 岩槻藩主。徳川家光の死去後に殉死。 |
| 稲葉紀通     | 大名（江戸期）                 | 鉄砲        | 46歳*  | 1648年10月6日  | 福知山藩主 |
| 寺沢堅高     | 大名（江戸期）                 |             | 39歳*  | 1647年12月14日 | 唐津藩主 |
| 森川重俊     | 大名（江戸期）                 |             | 49歳*  | 1632年3月15日  | 生実藩主。徳川秀忠の死去後に殉死。 |
| 大野治長     | 武将（戦国期）                 | 自刃        | 47歳*  | 1615年6月4日   | † 大坂夏の陣 |
| 毛利勝永     | 武将（戦国期）                 | 自刃        | 39歳*  | 1615年6月4日   | † 豊臣氏家臣。大坂夏の陣において秀頼を介錯。 |
| 豊臣秀頼     | 大名（戦国期）                 | 自刃        | 23歳*  | 1615年6月4日   | † 大坂夏の陣 |
| 淀殿         | 豊臣秀吉の妻                   | 自刃        | 47歳*  | 1615年6月4日   | † 大坂夏の陣。秀頼と共に落ち延びたという説がある。 |
| 九鬼嘉隆     | 武将（戦国期）                 |             | 59歳*  | 1600年11月17日 | † 関ヶ原の戦いで西軍に与する。西軍の壊滅後、東軍に与した息子九鬼守隆により助命嘆願がなされ、徳川家康もそれを認めたが間に合わず。 |
| 長束正家     | 大名（戦国期）                 |             | 39歳*  | 1600年11月8日  | † 関ヶ原の戦いで東軍に敗れ、弟の長束直吉と共に自害。五奉行の一人。 |
| 大谷吉継     | 大名（戦国期）                 |             | 42歳*  | 1600年10月21日 | † 関ヶ原の戦い |
| 豊臣秀次     | 大名、関白（戦国期）           | 自刃/切腹   | 27歳*  | 1595年8月20日  | おじで前関白の豊臣秀吉によって謀反の疑いをかけられ、高野山に追いやられた後、青巌寺で切腹。また、秀次の切腹から二週間後には、秀次の実子や側室が、京都の三条河原で処刑された。秀次の切腹は、従来、「刑罰」としてとらえられてきたが、近年では、無実であることを示すための抗議の自殺、という説も有力視されている。 |
| 柴田勝家     | 武将（戦国期）                 |             | 62歳*  | 1583年6月14日  | † 賤ヶ岳の戦いで豊臣秀吉に敗れ、お市の方と共に自害。 |
| 清水宗治     | 武将（戦国期）                 | 自刃/切腹   | 46歳*  | 1582年6月23日  | † 毛利氏家臣 |
| 織田信忠     | 大名（戦国期）                 | 自刃/切腹   | 26歳*  | 1582年6月21日  | † 本能寺の変。織田信長の嫡男。 |
| 織田信長     | 大名（戦国期）                 |             | 48歳*  | 1582年6月21日  | † 本能寺の変。ただし、遺体や遺骨は発見されていないため、異説あり。 |
| 武田勝頼     | 大名（戦国期）                 |             | 37歳*  | 1582年4月3日   | † 天目山の戦いに敗れ、妻北条夫人、息子武田信勝と共に自害。 |
| 安田顕元     | 武将（戦国期）                 |             |        | 1580年8月6日   | 上杉氏家臣 |
| 松永久秀     | 大名（戦国期）                 | 火薬        | 68歳*  | 1577年11月19日 | † 織田信長から離反して信貴山城に籠城、織田軍の総攻撃を受け、天守閣で爆死。 |
| 朝倉義景     | 大名（戦国期）                 |             | 41歳*  | 1573年9月16日  | † 一乗谷城の戦いで織田信長に敗れ自刃。 |
| 浅井長政     | 大名（戦国期）                 |             | 29歳*  | 1573年9月1日   | † 小谷城の戦いで織田信長に敗れ、父浅井久政と共に自害。 |
| 陶晴賢       | 武将（戦国期）                 | 自刃        | 35歳*  | 1555年10月16日 | † 周防大内氏家臣。厳島の戦いで自刃。 |
| 平手政秀     | 武将（戦国期）                 |             | 62歳*  | 1553年2月25日  | 織田氏家臣。若き信長への諌死とされるが、諸説ある。 |
| 大内義隆     | 大名（戦国期）                 | 自刃        | 45歳*  | 1551年9月30日  | † 大寧寺の変で陶晴賢の謀反に遭い自害。その陶晴賢もまた、のちの戦に破れて自害している。 |
| 一条房基     | 大名（戦国期）                 |             | 28歳*  | 1549年5月9日   | 発狂による自害とも言われるが詳細は不明 |
| 足利持氏     | 鎌倉公方                       |             | 51歳*  | 1439年3月24日  | † 永享の乱。嫡男足利義久も自害。 |
| 武田信満     | 武将（室町期）                 |             |        | 1417年2月22日  | † 上杉禅秀の乱 |
| 足利持仲     | 武将（室町期）                 |             |        | 1417年1月27日  | † 上杉禅秀の乱 |
| 足利満隆     | 武将（室町期）                 |             | 26歳*  | 1417年1月27日  | † 上杉禅秀の乱 |
| 上杉禅秀     | 武将（室町期）                 |             |        | 1417年1月27日  | † 上杉禅秀の乱 |
| 上杉憲春     | 武将（南北朝期）               |             |        | 1379年3月25日  | 足利氏満への諌死 |
| 北条基時     | 鎌倉幕府第13代執権             |             | 48歳*  | 1333年7月4日   | † 東勝寺合戦 |
| 北条高時     | 鎌倉幕府第14代執権             | 自刃/切腹   | 31歳*  | 1333年7月4日   | † 東勝寺合戦。新田義貞に破れ、安達時顕・長崎高重ら家臣・北条一門と共に自刃。東勝寺跡には「腹切り郭」と称される空間が残っている。 |
| 北条貞顕     | 鎌倉幕府第15代執権             | 自刃        | 56歳*  | 1333年7月4日   | † 東勝寺合戦 |
| 北条守時     | 鎌倉幕府第16代執権             | 自刃        | 39歳*  | 1333年6月30日  | † 最後の執権。赤橋守時ともいう。新田義貞率いる倒幕軍を鎌倉小袋坂に迎え撃つが敗れ自刃。 |
| 足利家時     | 武将（鎌倉期）                 |             | 25歳*  | 1284年8月7日   | 1402年完成の『難太平記』によると、家時は3代後の子孫に天下を取らせよと八幡大菩薩に祈念して自害したとされる（詳細は足利家時#置文伝説を参照）。家時の3代孫は足利尊氏、1338年に征夷大将軍に任じられている。 |
| 源義経       | 武将（源平期）                 | 自刃        | 31歳*  | 1189年6月15日  | † 兄・源頼朝と対立し奥州藤原氏を頼って平泉に逃げ延びるも、頼朝の圧力に屈した藤原泰衡に攻められる（衣川の戦い）。妻・娘と共に自害。 |
| 平有盛       | 武将（源平期）                 | 入水        | 22歳*  | 1185年4月25日  | † 壇ノ浦の戦い |
| 平行盛       | 武将（源平期）                 | 入水        | 22歳*  | 1185年4月25日  | † 壇ノ浦の戦い |
| 平資盛       | 武将（源平期）                 | 入水        | 28歳*  | 1185年4月25日  | † 壇ノ浦の戦い（生年は1161年とも） |
| 平教経       | 武将（源平期）                 | 入水        | 26歳*  | 1185年4月25日  | † 壇ノ浦の戦い |
| 平知盛       | 武将（源平期）                 | 入水        | 34歳*  | 1185年4月25日  | † 壇ノ浦の戦い |
| 平教盛       | 武将（源平期）                 | 入水        | 58歳*  | 1185年4月25日  | † 壇ノ浦の戦い |
| 平時子       | 平清盛の妻                     | 入水        | 60歳*  | 1185年4月25日  | † 壇ノ浦の戦いで8歳の安徳天皇と共に入水 |
| 平経盛       | 武将（源平期）                 | 入水        | 62歳*  | 1185年4月25日  | † 壇ノ浦の戦い |
| 平維盛       | 武将（源平期）                 | 入水        | 27歳*  | 1184年5月10日  | † 倶利伽羅峠の戦いで源義仲に敗れ、各地を敗走ののち入水。 |
| 今井兼平     | 武将（源平期）                 | 自刃        | 33歳*  | 1184年3月4日   | † 源義仲が討ち取られた後、太刀の先を口に含んで馬から飛び降りて自害。 |
| 平清経       | 武将（源平期）                 | 入水        | 21歳*  | 1183年4月4日   | † 平家一門都落ちののち入水。清経の入水は、平家物語では平家一門の「心憂きことのはじめ」として語られている。 |
| 源為朝       | 武将（源平期）                 | 自刃/切腹   | 32歳*  | 1170年4月23日? | † 保元の乱で伊豆大島に流され、追討を受け自害。最古の切腹とも。 |
| 仁寛         | 僧侶                           | 飛び降り    |        | 1114年4月29日  | 真言立川流の始祖とされる僧。 |
| 藤原保輔     | 貴族                           | 自刃        |        | 988年8月7日    | 平安中期の官人にして盗賊。捕縛された際に自らの腹部に刃した。 |
| 藤原薬子     | 貴族、女官                     | 服毒        | 不明*  | 810年10月17日  | † 薬子の変、または平城太上天皇の変とも言う。 |
| 早良親王     | 皇族                           | 絶食        | 26歳*  | 785年11月8日   | 藤原種継暗殺事件に連座して捕らえられ、淡路国に配流される途上で憤死。 |
| 長屋王       | 皇族                           | 服毒        | 46歳*  | 729年3月20日   | † 長屋王の変 |
| 山辺皇女     | 皇族                           |             | 24歳*  | 686年10月25日  | 大津皇子の正妃。大津皇子の賜死のあと殉死。 |
| 弘文天皇     | 皇族/第39代天皇                | 縊死        | 25歳*  | 672年8月21日   | † 壬申の乱。叔父大海人皇子 (第40代・天武天皇) に敗れ自害。 |
| 蘇我蝦夷     | 貴族                           |             | 60歳*  | 645年7月11日   | † 大化の改新（乙巳の変） |
| 山背大兄王   | 皇族                           | 縊死        |        | 643年12月30日  | † 蘇我入鹿との争いの中、一族もろとも自害。 |
| 菟道稚郎子   | 皇族                           |             |        | 312年          | 記紀に伝えられる古墳時代の人物。応神天皇崩御のあと、異母兄の大鷦鷯尊（おおさざきのみこと）に皇位を譲るために自ら果てたという。大鷦鷯尊は即位して仁徳天皇となった。 |
| 弟橘比売命   | 神話上の人物                   | 入水        |        | 0000           | 日本武尊の后。海神の怒りを鎮め日本武尊と宝劔を安泰ならしめ、又天下後世の人をして渡海風波の難を救う守護神となるため、日本武尊に替わって海中に入ったという。 |

## その自殺に強い疑義のある者
ここでは、自殺とされているが強い疑義のある者、またその疑義が広く知られている者について一覧する。
| 名前       | 職業/肩書き/地位         | 手段               | 没年齢 | 没年月日        | 備考/補足/関連 |
| ---------- | ------------------------ | ------------------ | ------ | --------------- | --- |
| 市川段四郎 | 歌舞伎役者               | 向精神薬           | 76歳   | 2023年5月18日   | 四代目市川段四郎。息子の四代目猿之助が幇助し、妻の喜熨斗延子とともに家族会議（四代目猿之助談）の末、睡眠薬を過剰摂取し、ビニール袋を被ることで一家心中したが、要介護に近しい状態であったとされ、本人の意思で自殺を遂げたかは不明。なお、要介護認定は受けておらず、意思疎通は可能であったとして四代目猿之助は自殺幇助容疑での逮捕となった。 |
| 沢田泰司   | ミュージシャン           | 首吊り             | 45歳   | 2011年7月17日   | X（現・X JAPAN）の元ベーシスト。暴行罪で勾留中に首を吊る。しかし、その死にはいくつかの疑惑があるとされ、遺族により不審死の検証及び再調査に関する署名活動が行われている。 |
| 黒木昭雄   | ジャーナリスト、元警察官 | 練炭               | 52歳   | 2010年11月2日** | 遺体発見当日のテレビ・新聞等では自殺と報じられ、千葉県警市原署も自殺と断定したが、その後、かねてより黒木が追跡していた岩手17歳女性殺害事件をめぐって何者かに消された可能性も、と報じられた。その一方で、黒木の親族は黒木の死を自殺と断定する声明をウェブ上で発表している。 |
| 小瀬浩之   | プロ野球選手             | 飛び降り           | 24歳   | 2010年2月5日    | オリックス・バファローズの現役外野手。春季キャンプで滞在していた沖縄県・宮古島市のホテルで、10階の自室から2階部分屋上に転落死しているところが発見された。スポーツ各紙は、小瀬が前日に元気のない様子だったことや同年からチームメート数名に自殺をほのめかしていたこと、死亡する前に「ありがとうございました」というメールを数名の選手に送っていたことを報じた。自殺と事故の両面から警察による捜査を行われたが、死亡から2日後、オリックス球団本部長は「事件性がなく、死因や遺書の有無についても警察から報告がなかった」と述べ、球団は小瀬の死を自殺と断定しなかった。 |
| 三浦和義   | 実業家、ロス疑惑の人物   | 首吊り             | 61歳   | 2008年10月10日  | 旅行先のサイパンで米当局に逮捕され、その後ロサンゼルスに移送。到着した当日、留置所内で首を吊って死亡したとされる。その後三浦の弁護人が「検死の結果自殺ではなく他殺だった」と発表したが、真相は不明のまま。 |
| 渡辺省三   | 元プロ野球選手           | 飛び降り           | 65歳   | 1998年8月31日   | 阪神タイガーススカウト。神戸市内のビルの屋上から飛び降り自殺。屋上で争った形跡がないことから警察は自殺と断定したが、不審な点が多く、遺族は殺人事件であると断定して、同年に長女が「週刊文春」に自殺ではない旨を寄稿し、2004年にも「FRIDAY」で死の疑惑について取り上げる記事が掲載された。長女はウェブサイトを開設し、球団関係者による殺人事件であることを訴え続け、2000年には殺人予備罪の告訴状を神戸地方検察庁に提出、2002年には著書『タイガースの闇』を出版した。                                                                                                 |
| hide       | ミュージシャン           | 首吊り             | 33歳   | 1998年5月2日    | X JAPANのギタリスト。自宅寝室のドアノブにタオルを掛けて首を吊っている状態で発見された。警察は状況証拠から自殺と断定したが、その後の関係者の証言などから不慮の事故ではないかとみなされている。 |
| 伊丹十三   | 俳優、映画監督           | 飛び降り           | 64歳   | 1997年12月20日  | 週刊誌の不倫疑惑程度で自殺するのはあまりにも不自然で、当時準備していた次回作の内容に絡み、暗殺されたのではないか、などと取り沙汰された。真相不明。 |
| 朝木明代   | 政治家、現職市議         | 飛び降り           | 50歳   | 1995年9月2日    | 東村山市議会議員。東村山市内のビルから転落死。警察は自殺と発表したが、他殺・謀殺説がある。 |
| 青木伊平   | 政治家秘書               | 首吊り             | 58歳   | 1989年4月26日   | 時の首相・竹下登の秘書。リクルート事件により竹下が退陣表明した翌日、自宅にて手首を切った上、首吊り。発見時の状況から見て自殺に疑義がある。 |
| 中川一郎   | 政治家、現職衆院議員     | 首吊り             | 57歳   | 1983年1月9日    | 元農林水産大臣で自民党中川派領袖。中川昭一の父。死の状況に疑義があり、根強い他殺説あり。議員落選後に急死した息子・中川昭一の件も一郎の自殺疑惑の要因となっている。 |
| 加清純子   | 画家                     | 睡眠薬（アドルム） | 18歳   | 1952年4月14日** | 1952年1月16日に札幌の自宅から失踪。4月14日に阿寒湖畔で凍死体で発見。遺体のそばに睡眠薬の空瓶があったこともあり、警察よる検死の結果、死因は自殺と発表。遺書がないため自殺の理由は不明であり、自殺ではなく遭難死（凍死）との説もあるが、真相は不明。 |
| 下山定則   | 官僚（運輸）             | 鉄道               | 47歳   | 1949年7月6日**  | 日本国有鉄道初代総裁。出勤途中に失踪、翌日轢死体となって発見された。他殺とも言われるが捜査が打ち切られ迷宮入り。今もって真相不明。 |
| 佐分利貞男 | 官僚（外務）             | 拳銃               | 52歳   | 1929年11月29日  | 駐華公使。中国情勢が雲行き怪しい時期であり、遺族や幣原喜重郎からは自殺には疑問が呈されていた。 |